# Texas
För andra betydelser, se Texas (olika betydelser).
Texas är en delstat i södra USA. Texas är såväl till areal som till folkmängd den näst största delstaten i landet. Austin är huvudstad, medan Houston är den största staden i delstaten. Texas har genom årens lopp ingått i sex olika statsbildningar: USA, Mexiko, Spanien, Amerikas konfedererade stater (sydstaterna under inbördeskriget), Frankrike och den självständiga Republiken Texas. Delstatens smeknamn är Lone Star State. Texas gränsar mot Mexiko i sydväst, delstaterna Louisiana i öster, Arkansas i nordost, Oklahoma i norr och New Mexico i väster samt har kustlinje mot Mexikanska golfen i sydost.

## Historia

### Förkolonial tid
Dagens Texas ligger mellan två kulturområden i det förkoloniala Nordamerika: den sydvästra regionen och prärieregionen. Nämnvärda kulturer som nådde höjden av sin samhällsutveckling före den europeiska koloniseringen inkluderar anasazikulturen i de västra delarna, mississippikulturen i öster och de dominerande mesoamerikanska kulturernas inflytande som sträckte sig till södra Texas. I övrigt beboddes området av många olika folkslag, bland andra apacher, atakapaner, bidai, caddo, comancher, cherokeser, kiowa, tonkawa och wichita; av dessa kom i varje fall comancher och cherokeser till området efter spanjorerna.

### Kolonialtiden
- Huvudartikel: Provinsen Texas

År 1528 blev Álvar Núñez Cabeza de Vaca den första europén som anlände till det som idag är Texas. Han var en del av Narváez expedition som utforskade Texas, New Mexico och Arizona till fots under sex år. Området ignorerades av de europeiska kolonialmakterna fram till år 1685 då en fransk upptäcktsresande, René Robert Cavelier de La Salle, av misstag anlade en fransk koloni (Fort Saint Louis) vid Matagorda Bay istället för längs Mississippifloden. Den franska kolonin gick under efter bara fyra år på grund av de svåra levnadsförhållandena och motstånd från ursprungsbefolkningen. 1690 började Spanien anlägga kristna missioner i östra Texas för att markera sina koloniala intressen gentemot Frankrike. 1718 grundades San Antonio, Spaniens första civila bosättning i området. Den lokala befolkningen gjorde dock våldsamt motstånd mot kolonisatörerna och därför blev Texas den minst befolkade provinsen i hela Nya Spanien. De flesta indianstammarna hade konverterat till kristendom mot 1700-talets slut, men såg fortfarande landet som sitt. I och med Louisianaköpet 1803 gjorde USA anspråk på Texas men erkände 1819 gränsen längs Sabinefloden. Amerikanska bosättare vägrade dock att gå med på att Texas förblev spanskt och rustade milisgrupper för illegala räder över gränsen.

### Mexikansk delstat och självständigheten

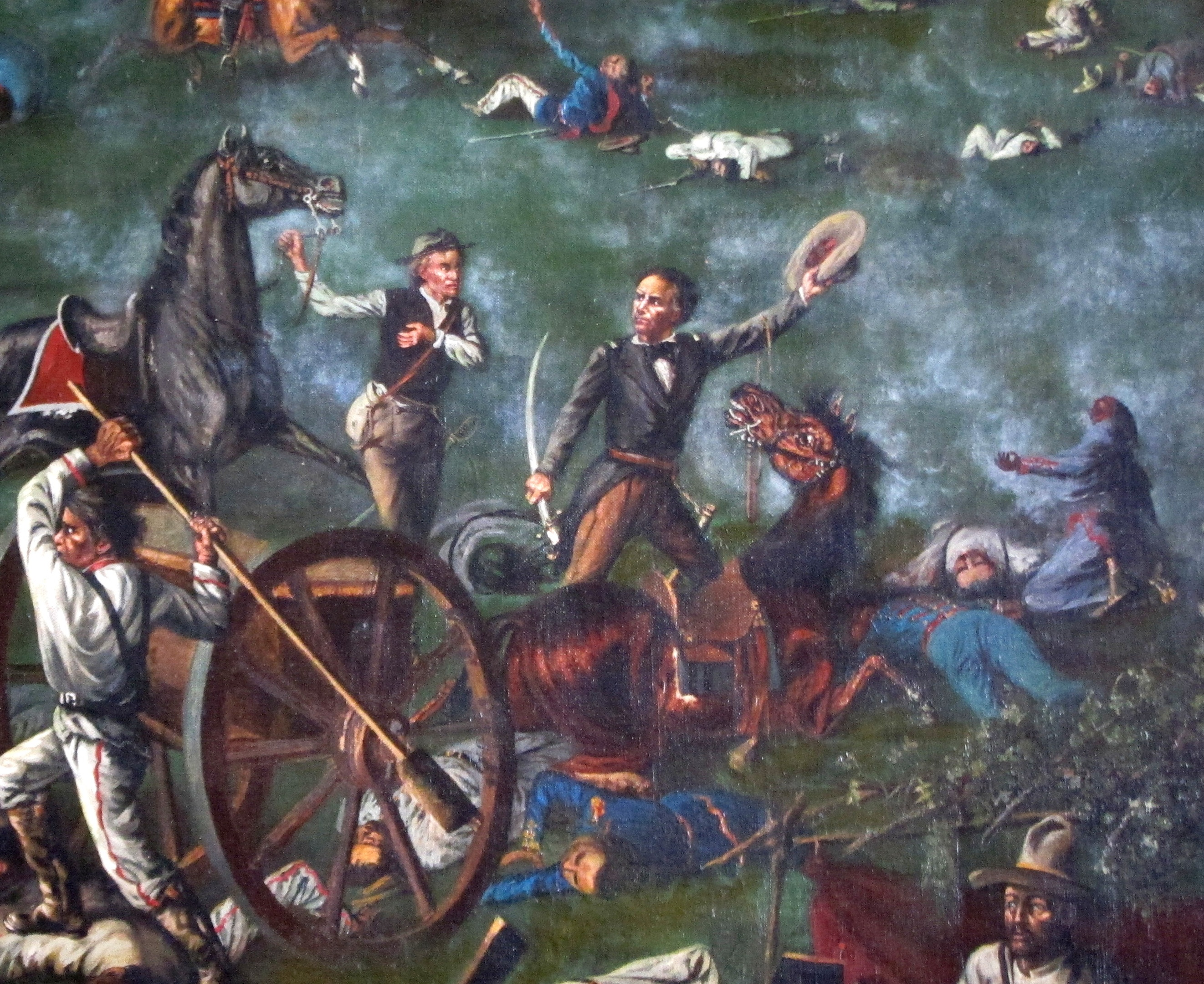
Sam Houston vid slaget om San Jacinto.

Efter det mexikanska frihetskriget 1821 blev Texas en del av Mexikanska kejsardömet, från 1824 utgjorde området den norra delen av delstaten Coahuila y Texas. Då den mexikanska regeringen inte hade råd att finansiera stark militär närvaro i delstaten uppmuntrades nybyggarna att bilda egna miliser till skydd mot den ursprungliga befolkningen i området. Samtidigt tillät Mexiko mer immigration ifrån det angränsande USA. Den 3 januari 1823 startade Stephen F. Austin tillsammans med 300 amerikanska familjer kolonier längs Brazofloden i nuvarande Fort Bend County och Brazoria County. Den här gruppen blev känd som ”the Old Three Hundred” (de gamla trehundra). Immigrationen från USA ledde till att Texas befolkning snart övervägande utgjordes av amerikanska bosättare och deras slavar, varav många bosättare vägrade att lyda mexikansk lag: särskilt förbudet mot slaveri ignorerades.
Oroligheter i övriga landet ledde till att de amerikanska bosättarna i Texas började kräva ökad autonomi och när Mexikos president Antonio López de Santa Anna år 1835 proklamerade en centralistisk konstitution för hela Mexiko bröt Texasrevolutionen ut. De nordamerikanska nybyggarna i Texas gjorde då klart att de tänkte lämna Mexiko hellre än att ge upp sin rätt till slaveri (som Mexiko hade avskaffat). Texas självständighetsförklaring kom så att undertecknas den 2 mars 1836 av ”Convention of 1836” (1836 års konvent). Texas självständighet vanns genom separatisternas seger över den mexikanska armén den 21 april 1836 vid slaget om San Jacinto, en strid som alltså delvis handlade om slaveriets fortsättning i Texas. Texas kunde vinna striden bland annat tack vare den lilla trupp som offrade sig vid slaget vid Alamo. Santa Anna själv blev tillfångatagen i striderna och 14 maj undertecknade delegater från Republiken Texas och general Santa Anna Velasco-fördraget. Senare under 1836 antog Texas en konstitution som formellt legaliserade slaveri.

### Delstat i USA och slaveriets avskaffande
1845 blev Texas en officiell delstat i USA (se även USA:s territoriella expansion). Under amerikanska inbördeskriget lämnade Texas USA och gick med i Amerikas konfedererade stater. Frigivandet av de sista slavarna i Texas, proklamerades i Gavelston 19 juni 1865 av de segrande nordstaterna. Detta datum, kallat Juneteenth, har nu utvidgats till en minnesdag för upphörandet av slaveriet i hela USA.
1870 tillät USA:s kongress Texas att åter ingå i USA. 1926 hade San Antonio över 120 000 invånare och var Texas största stad, och efter andra världskriget blev Texas mer och mer industrialiserat.

## Klimat

Texas klimat enligt Köppens klimatklassifikation.
BWh, BWk: Ökenklimat
BSh, BSk: Halvöken
Cfa: Subtropiskt klimat

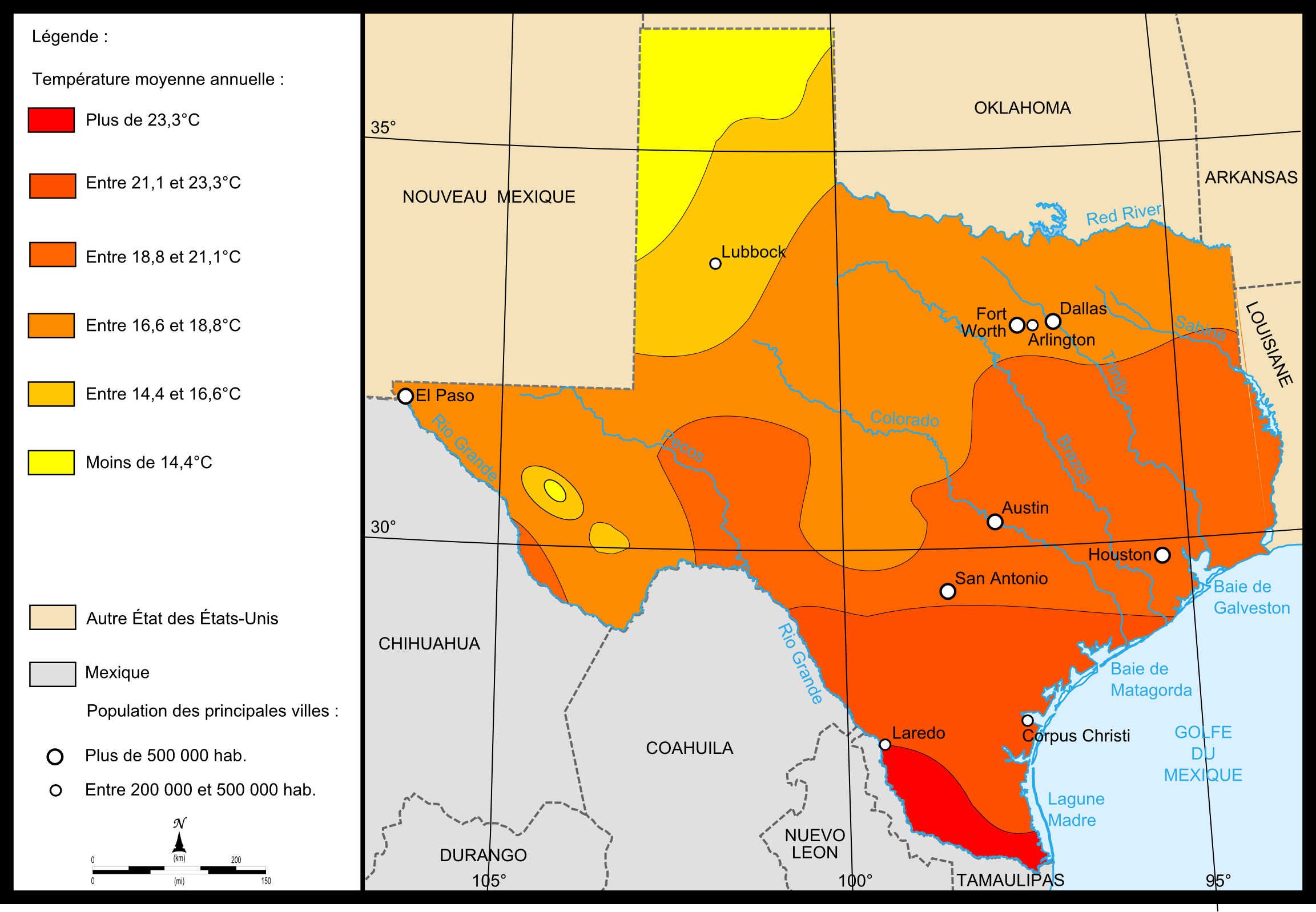
Karta med isotermer för årstmedeltemperaturen i grader Celsius.

Texas ligger på gränsen mellan den norra tempererade zonen och den norra subtropiska zonen.
Somrarna är heta med generella dagsmedeltemperaturer mellan 30 och 40 °C. Nattemperaturerna håller sig på många håll över 20 °C under högsommaren. I väster kan det förekomma kraftiga sommarregn. I övriga delstaten enstaka lokala åskskurar under somrarna, men dessa delar får i allmänhet mest nederbörd under våren och hösten. Tornador är vanliga i de östra och norra delarna. I norr sträcker sig det äldre tornadobältet Tornado Alley och i öster sträcker sig det nyare, som brukar kallas Dixie Alley.
Vintrarna är kallare. Dagsmedeltemperaturerna ligger mellan 10 och 20 °C på många håll. Särskilt om vinternätterna brukar det vara omkring 0 °C på många håll. Under vintermånaderna faller betydligt mycket mer nederbörd i de ostligaste delarna än i de västligaste. Ofta kommer mycket av nederbörden på en gång i form av kraftiga regn- eller åskskurar. Snö eller snöblandad nederbörd förekommer främst i de västra och norra delarna, och vanligtvis handlar det då om små mängder.
Den genomsnittliga årsnederbörden hamnar någonstans mellan 200 millimeter allra längst i väster och omkring 1 500 mm allra längst i öster. Det kan jämföras med Stockholm i Sverige, där motsvarande är omkring 500 millimeter.
| Ort         | Augusti (°C) | Januari (°C) |
| ----------- | ------------ | ------------ |
| Houston     | 34/24        | 17/6         |
| San Antonio | 35/23        | 17/5         |
| Dallas      | 36/25        | 16/3         |
| Austin      | 36/23        | 16/5         |
| El Paso     | 33/21        | 14/0         |
| Laredo      | 37/25        | 19/7         |
| Amarillo    | 32/18        | 10/–4        |
| Brownsville | 34/24        | 21/11        |

## Geografi
Texas ligger i södra USA och har en lång gräns till Mexiko i söder. De angränsande delstaterna är New Mexico i väster, Oklahoma i norr, Louisiana och Arkansas i öster. Eftersom Texas är stort till ytan (ungefär 1,5 gånger så stort som Sverige) finns det en mycket stor variation i naturen, allt från rena öken-, berg- och skogsområden till flod- och kustlandskap

### Topografi

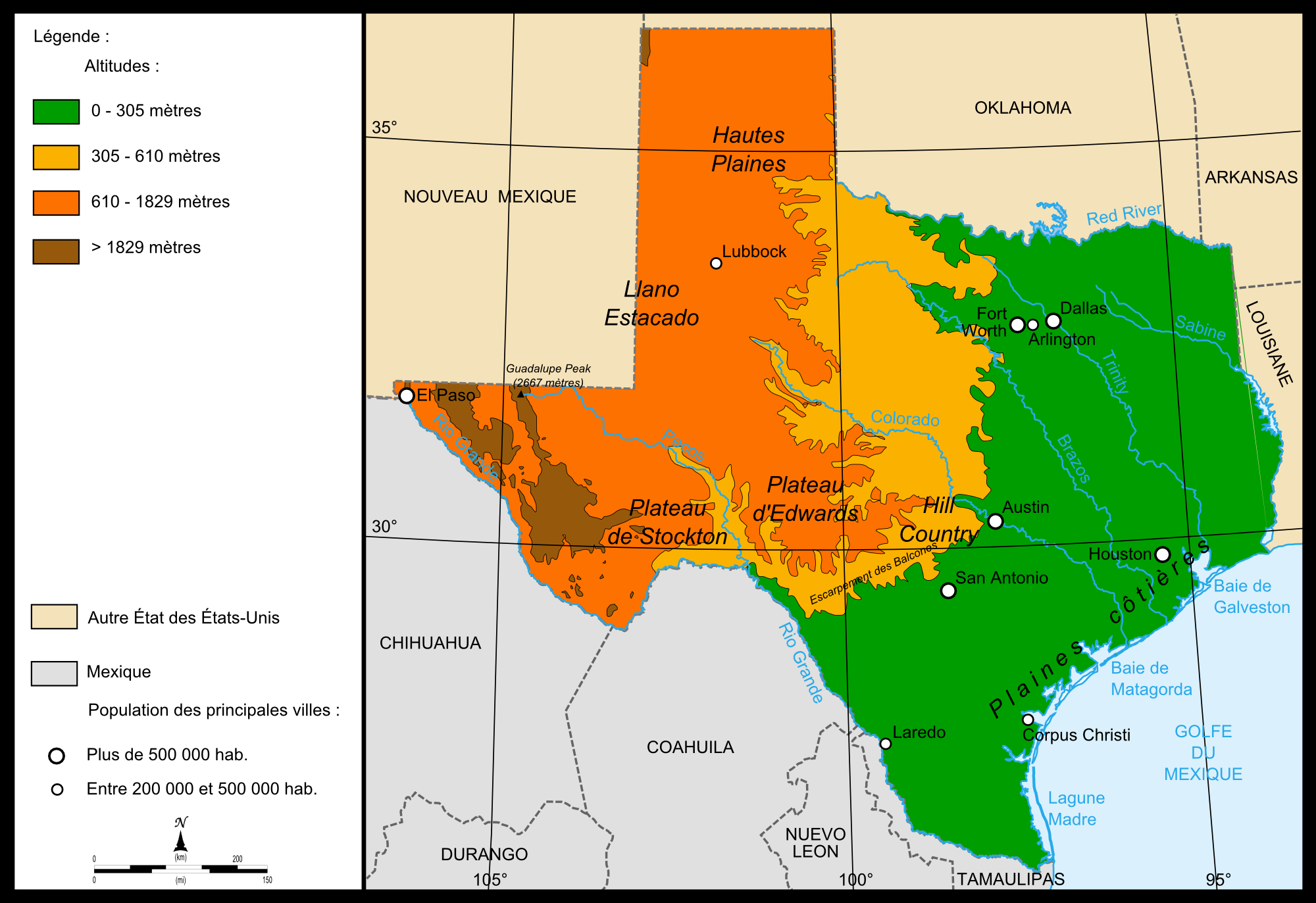
Höjdkarta över Texas med höjd över havet i meter.

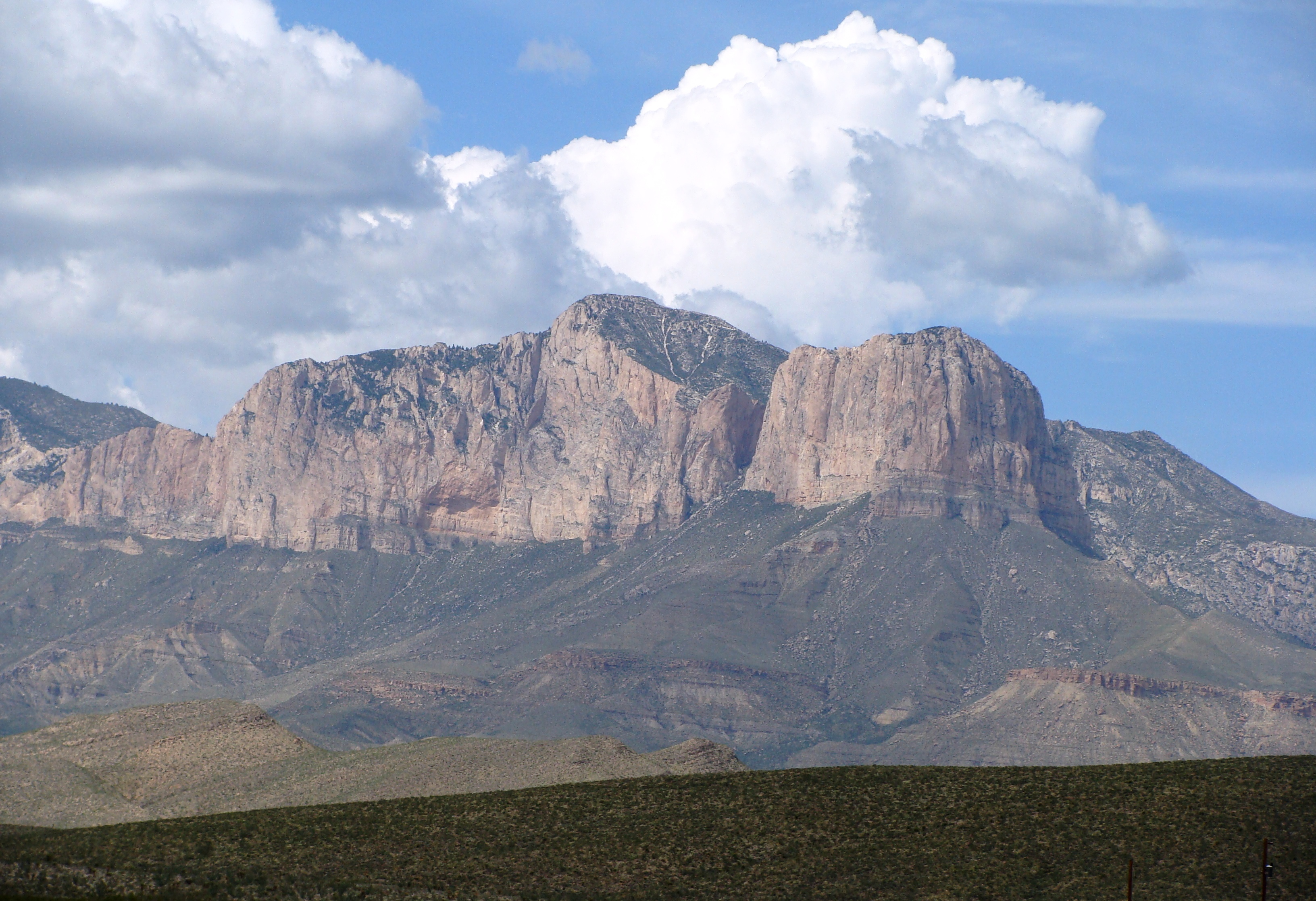
Guadalupe Peak är med 2 667 m ö.h. Texas högsta punkt.

Det finns sex bergstoppar som når över 2 400 m ö.h. Fem av dessa ligger i Culberson County.

### Vattendrag
Texas största vattendrag med hänsyn till vattenföringen.
- Brazos River
- Sabine River
- Trinity River
- Neches River
- Red River
- Colorado River

Med hänsyn till längden från källorna till havet, är följande floder de längsta.
- Rio Grande
- Red River
- Brazos River
- Pecos River
- Canadian River
- Colorado River

### Ekologiska regioner

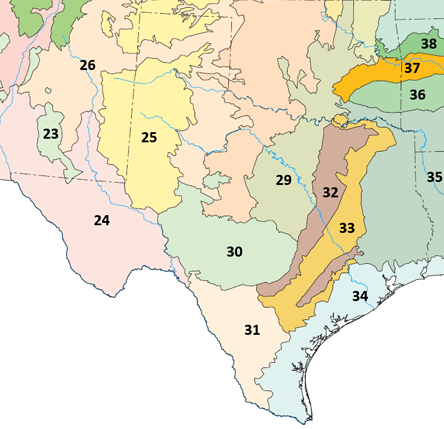
Karta som visar Texas ekologiska regioner.

Följande ekologiska regioner finns representerade i Texas. Kartan visar deras geografiska avgränsningar.
- 24: Chihuahuaöken, öken
- 25: High Plains
- 26: Platålandet i sydvästra USA, torr prärie
- 27: Great Plains (utan nummer på kartan)
- 29: Cross Timbers, skogprärie
- 30: Edwardsplatån
- 31: Tamaulipansk mezquital, domineras av mesquital
- 32: Texas Blackland Prairies, tempererad prärie
- 33: Eksavann, skogsprärie
- 34: Western Gulf Coastal Plain, subtropisk prärie
- 35: Piney Woods, subtropisk barrskog

Landskap

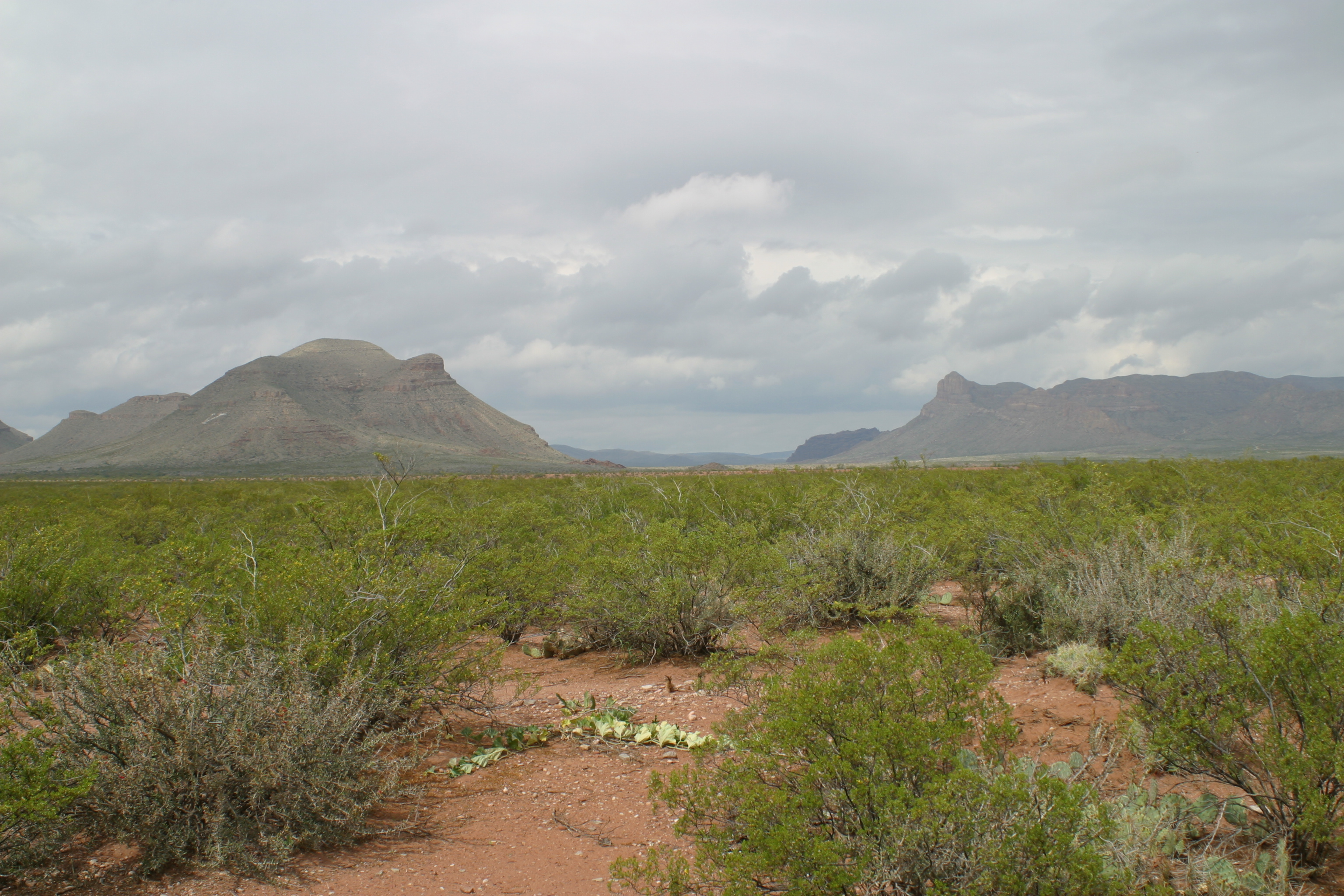
Chihuahuaöken i Texas (region 24).
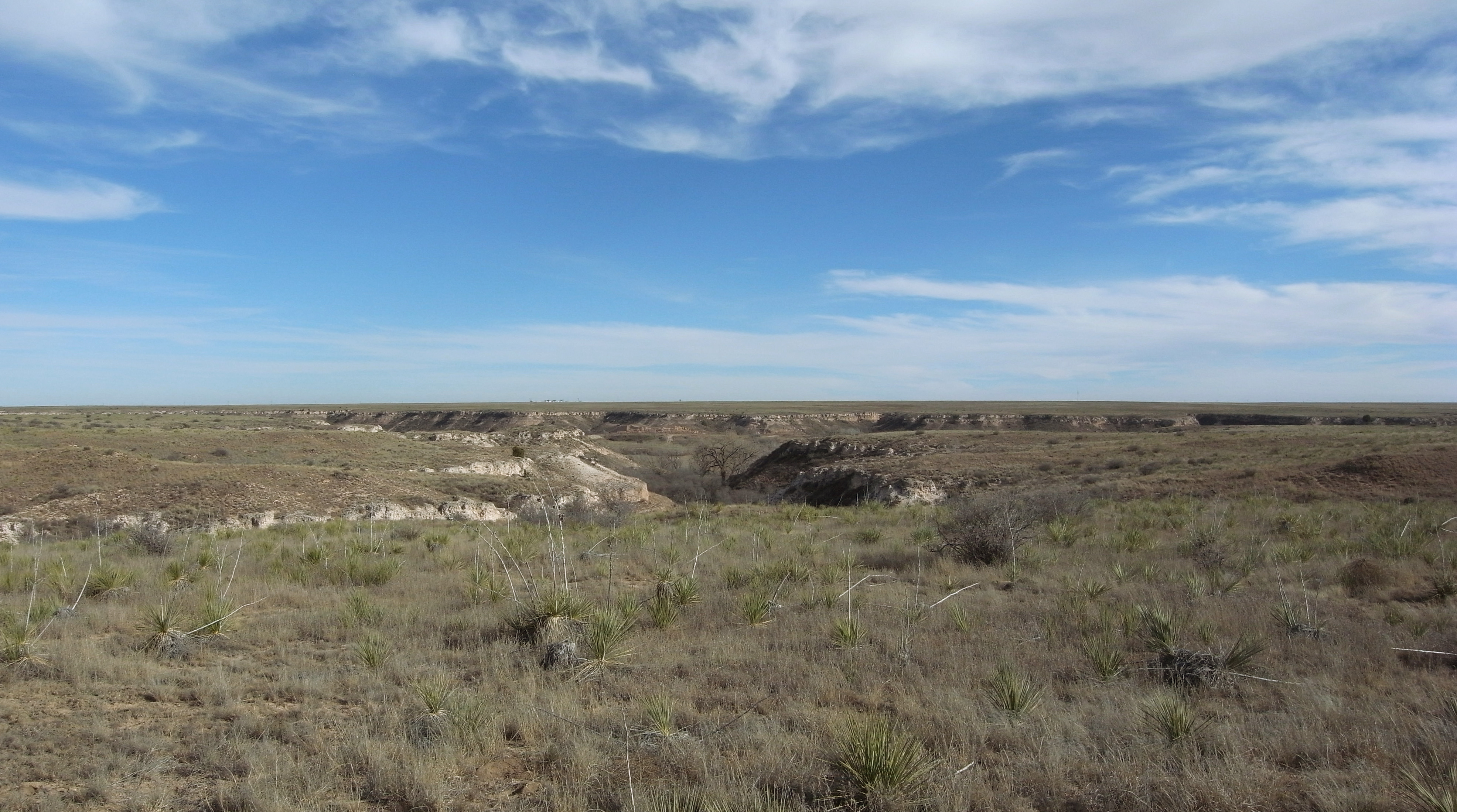
High Plains i Texas (region 25).
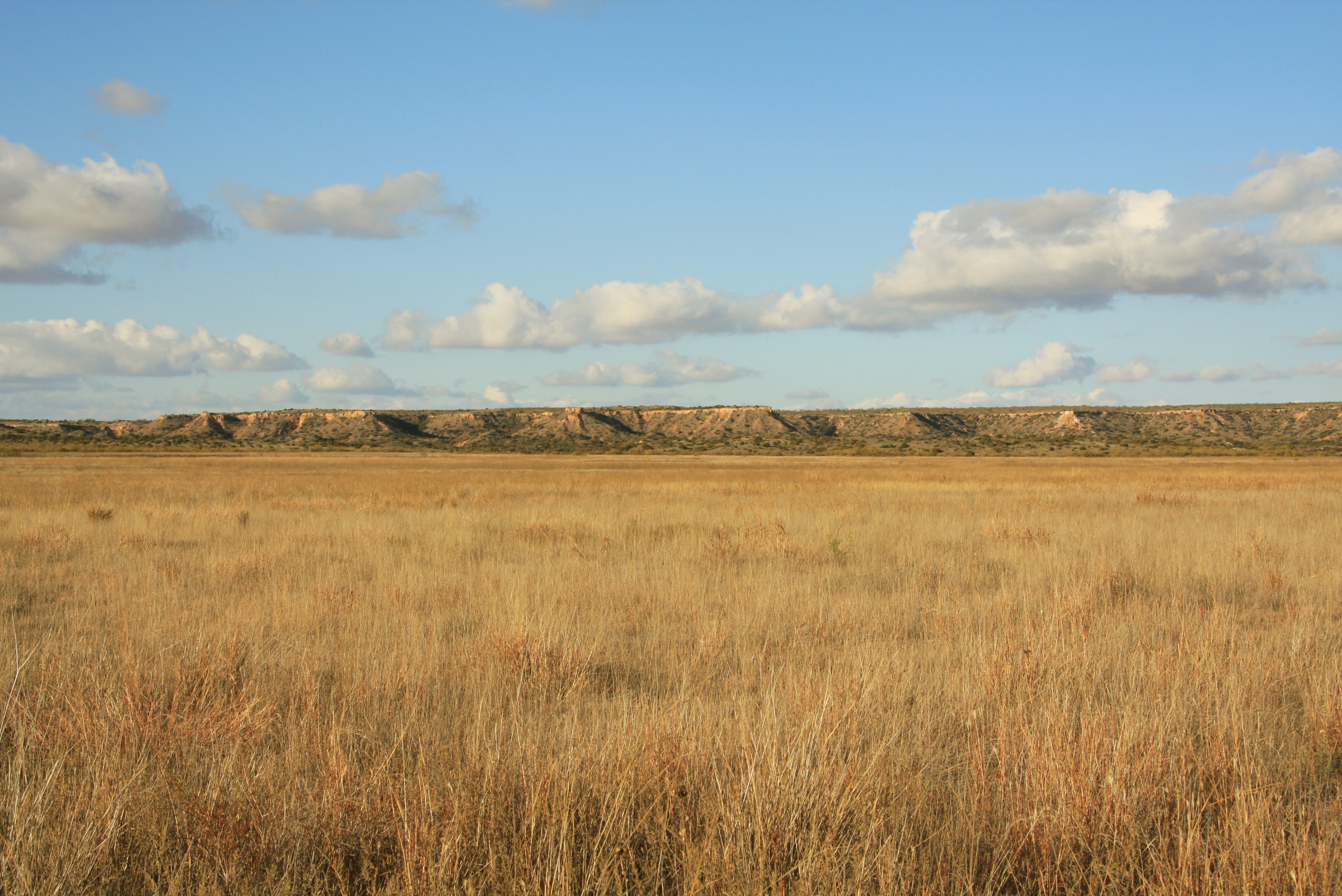
Llano Estacado tillhör platålandet i Texas (region 26).
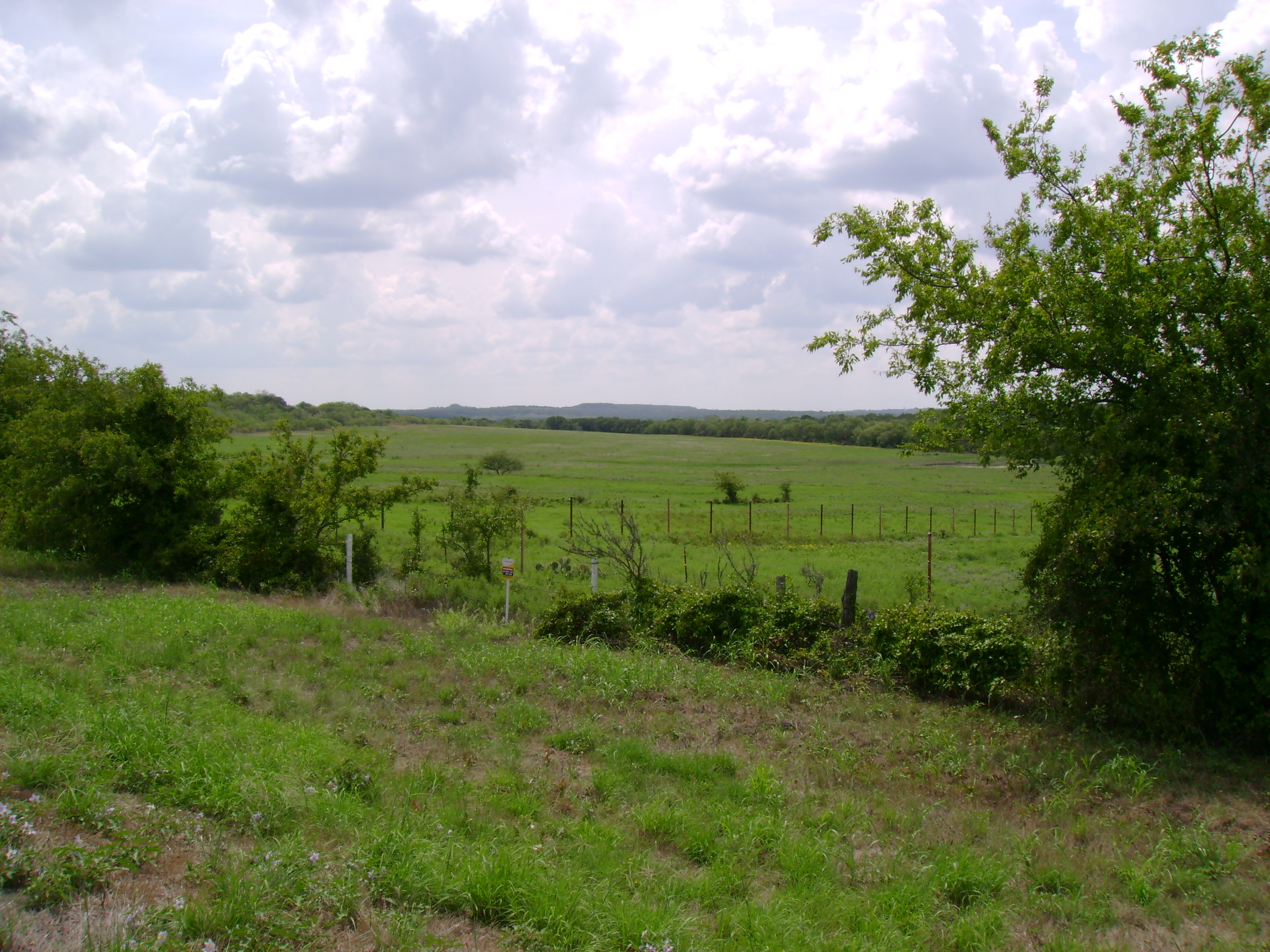
Gammal skogsprärie som nu är betesmark (region 29).
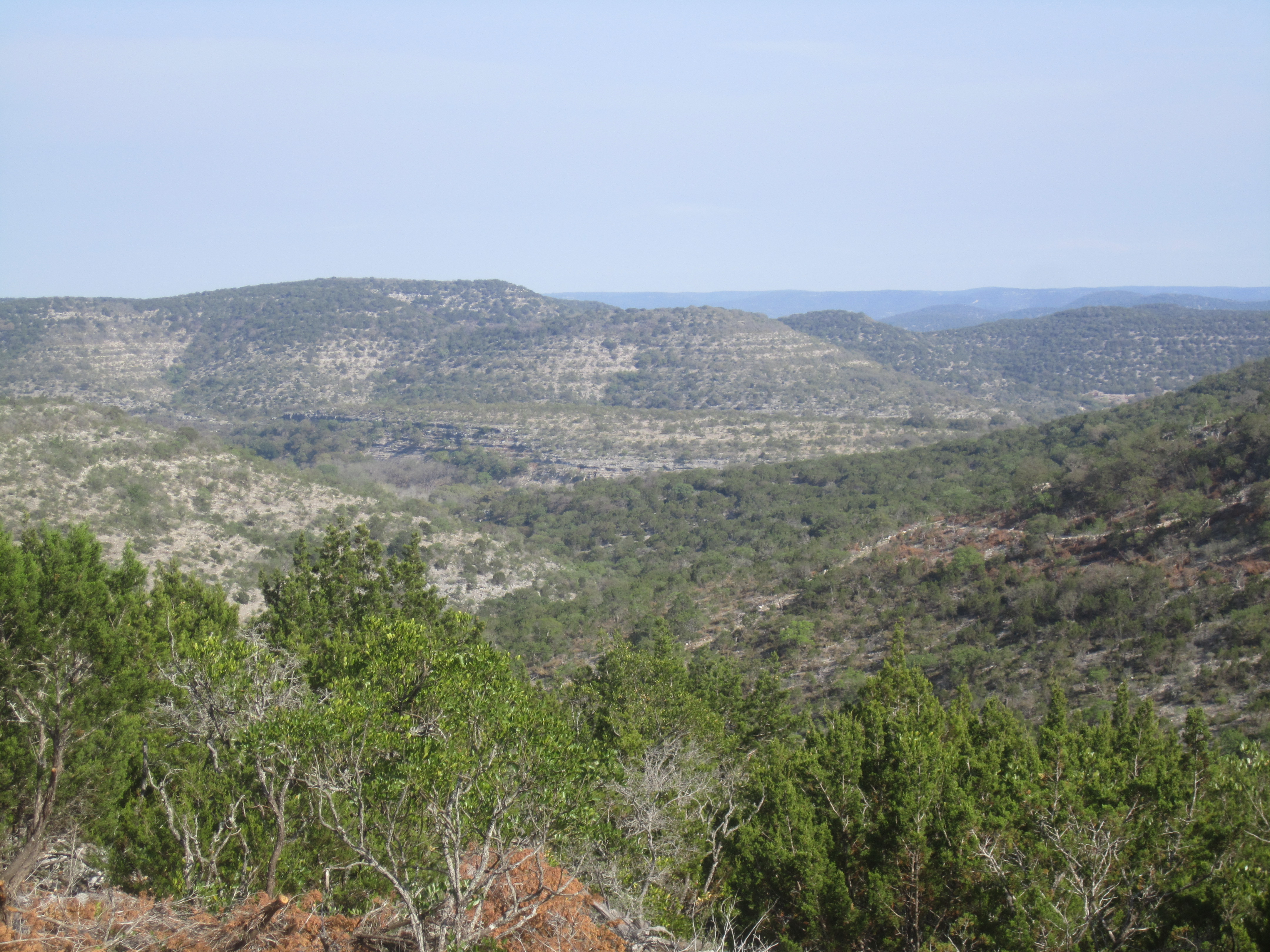
Terrängen på Edwardsplatån (region 30).
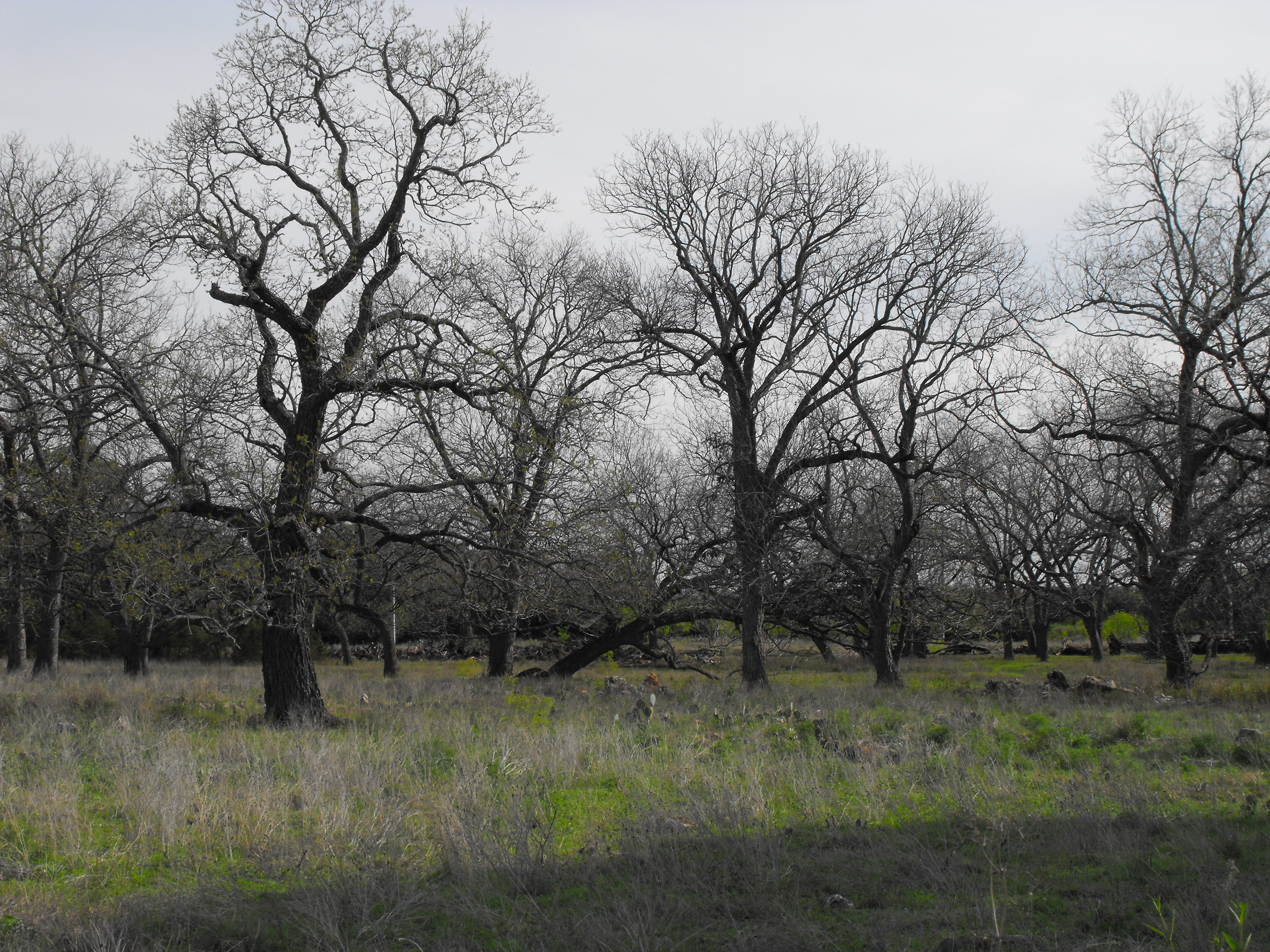
Eksavann i Texas (region 33).
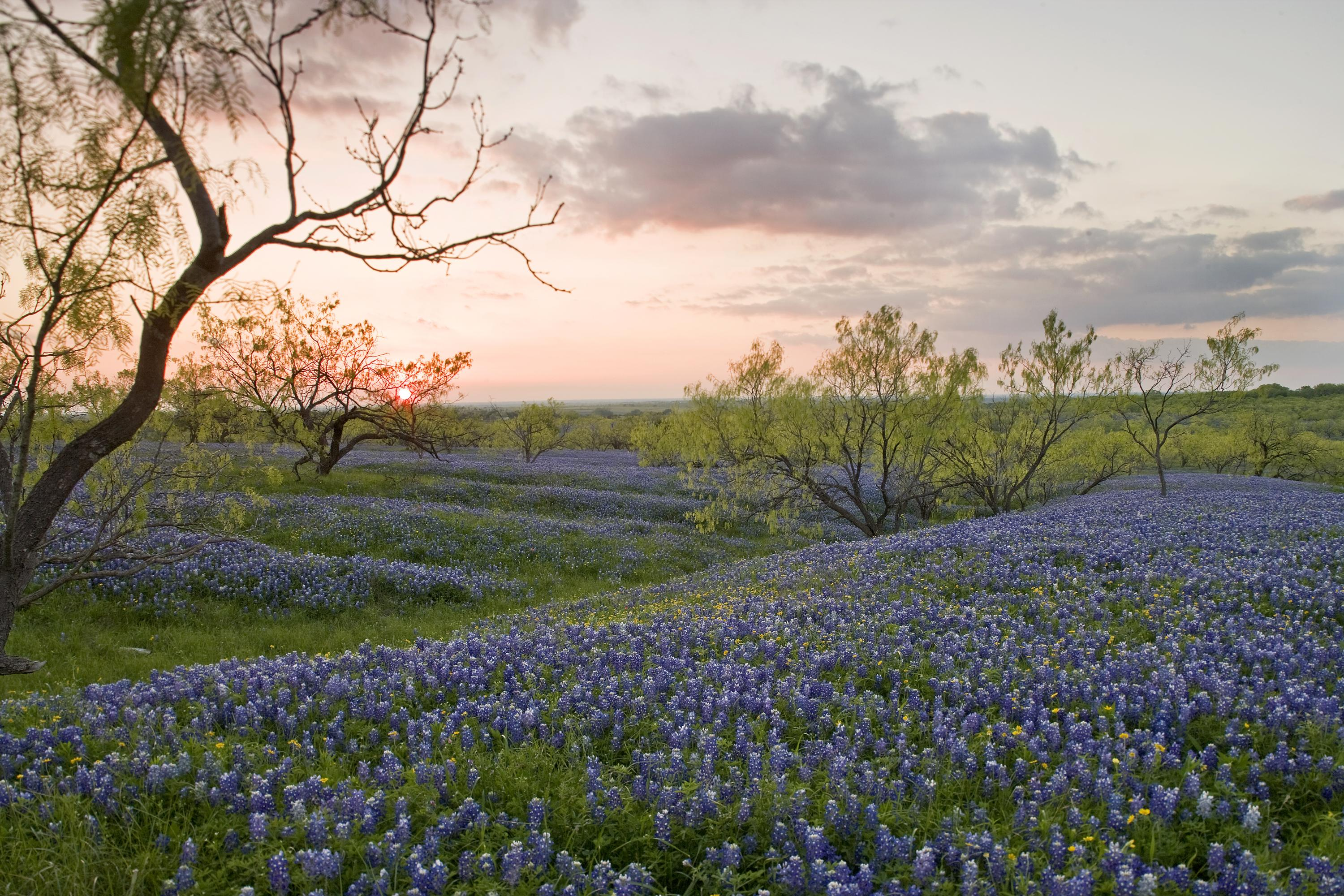
Subtropisk prärie vid Gulfkusten (region 34).
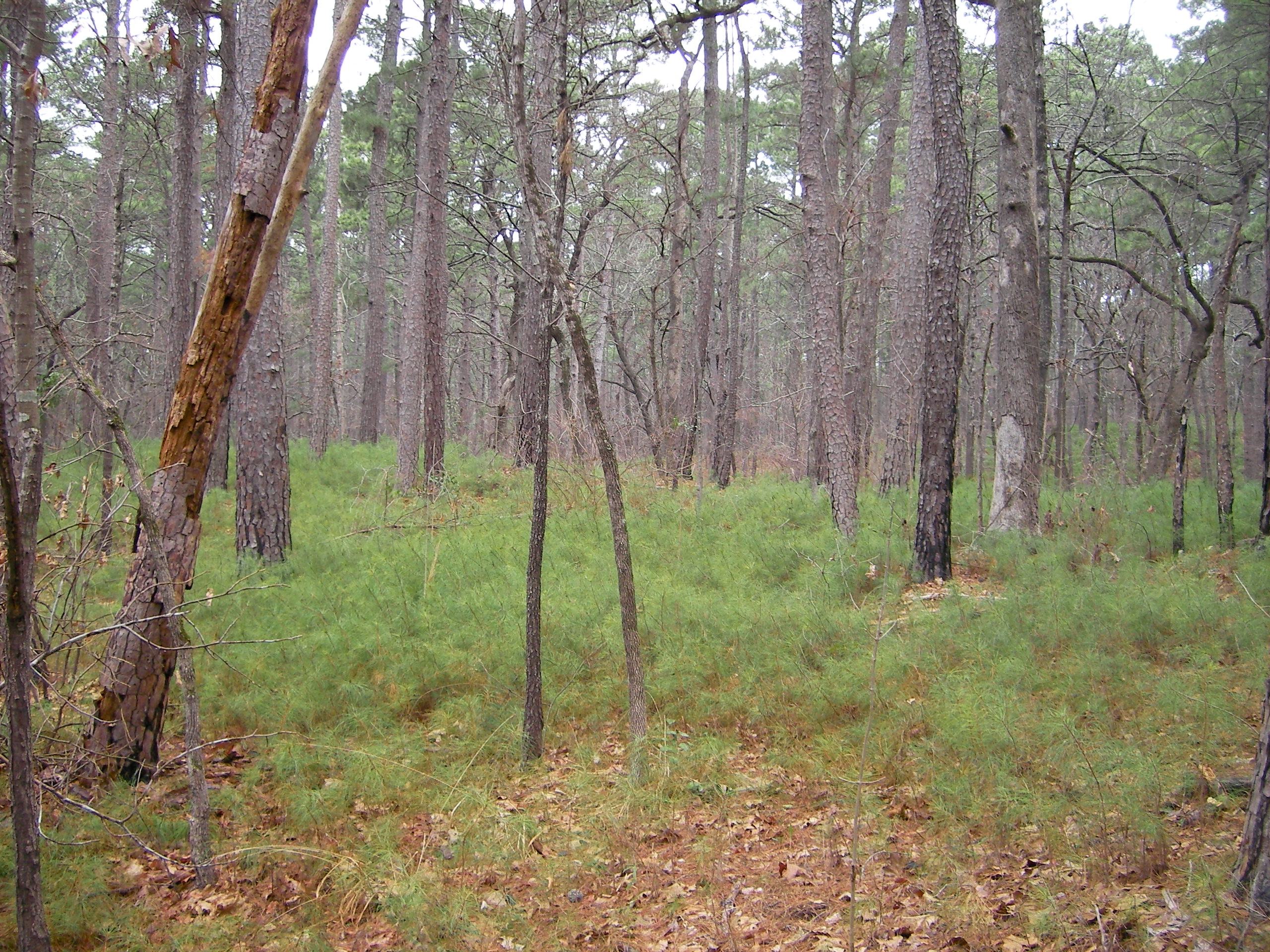
Subtropisk barrskog i Texas (region 35).

### Djur och växter
Vanliga däggdjur 

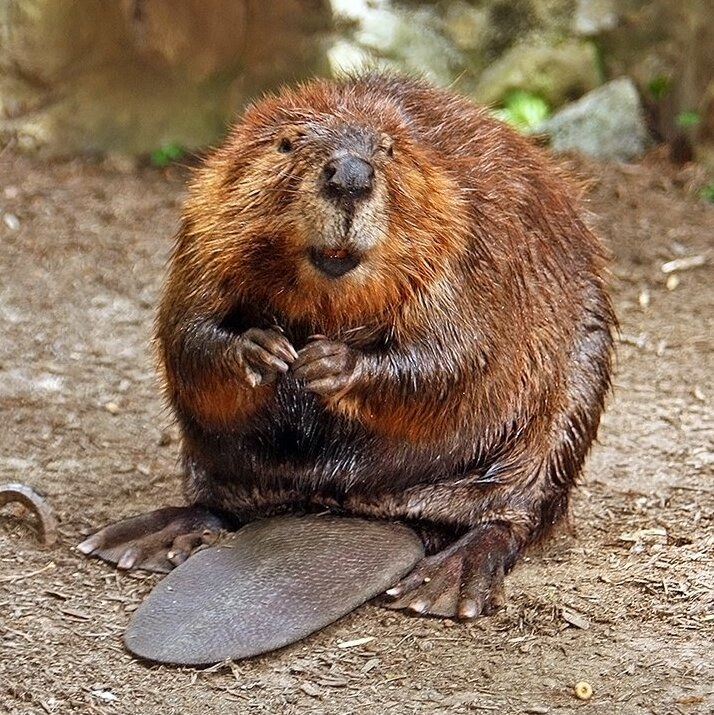
Amerikansk bäver
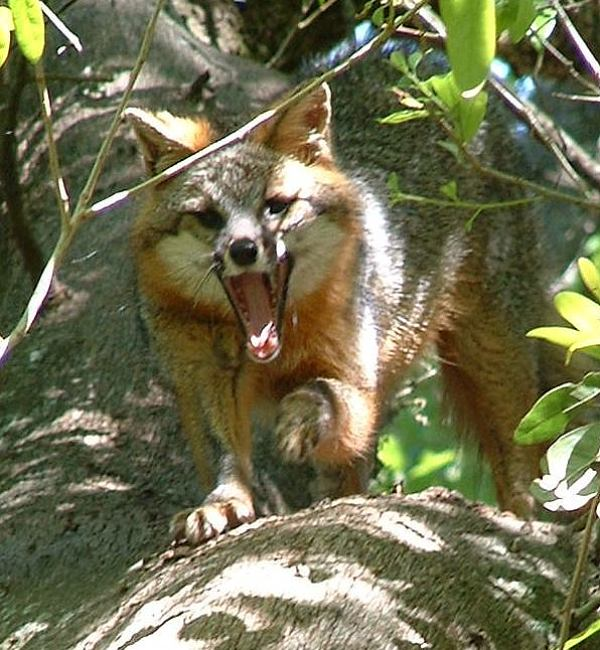
Gråräv
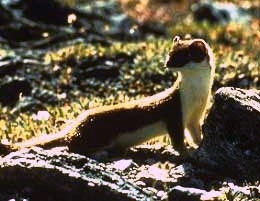
Långsvansad vessla
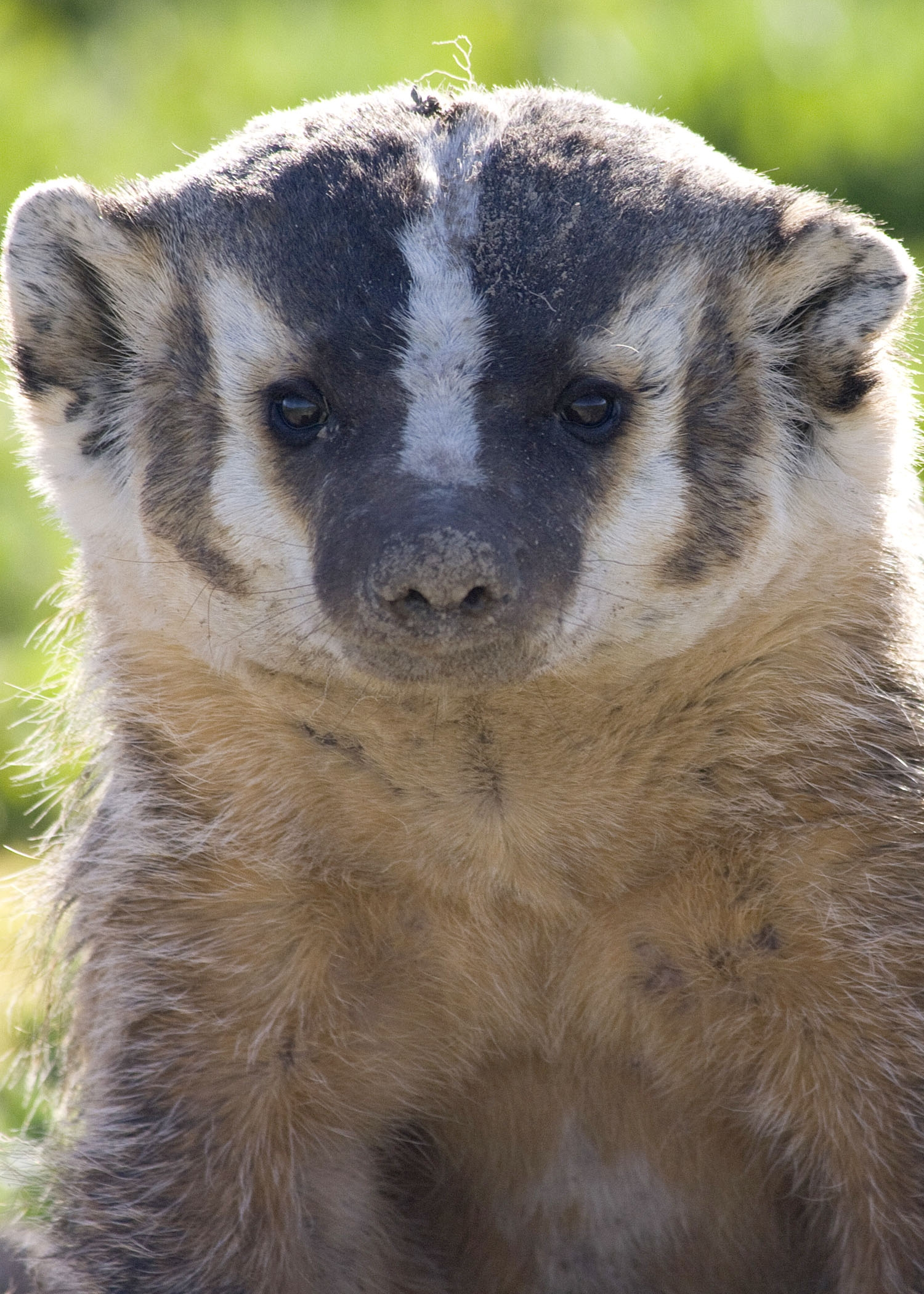
Nordamerikansk grävling
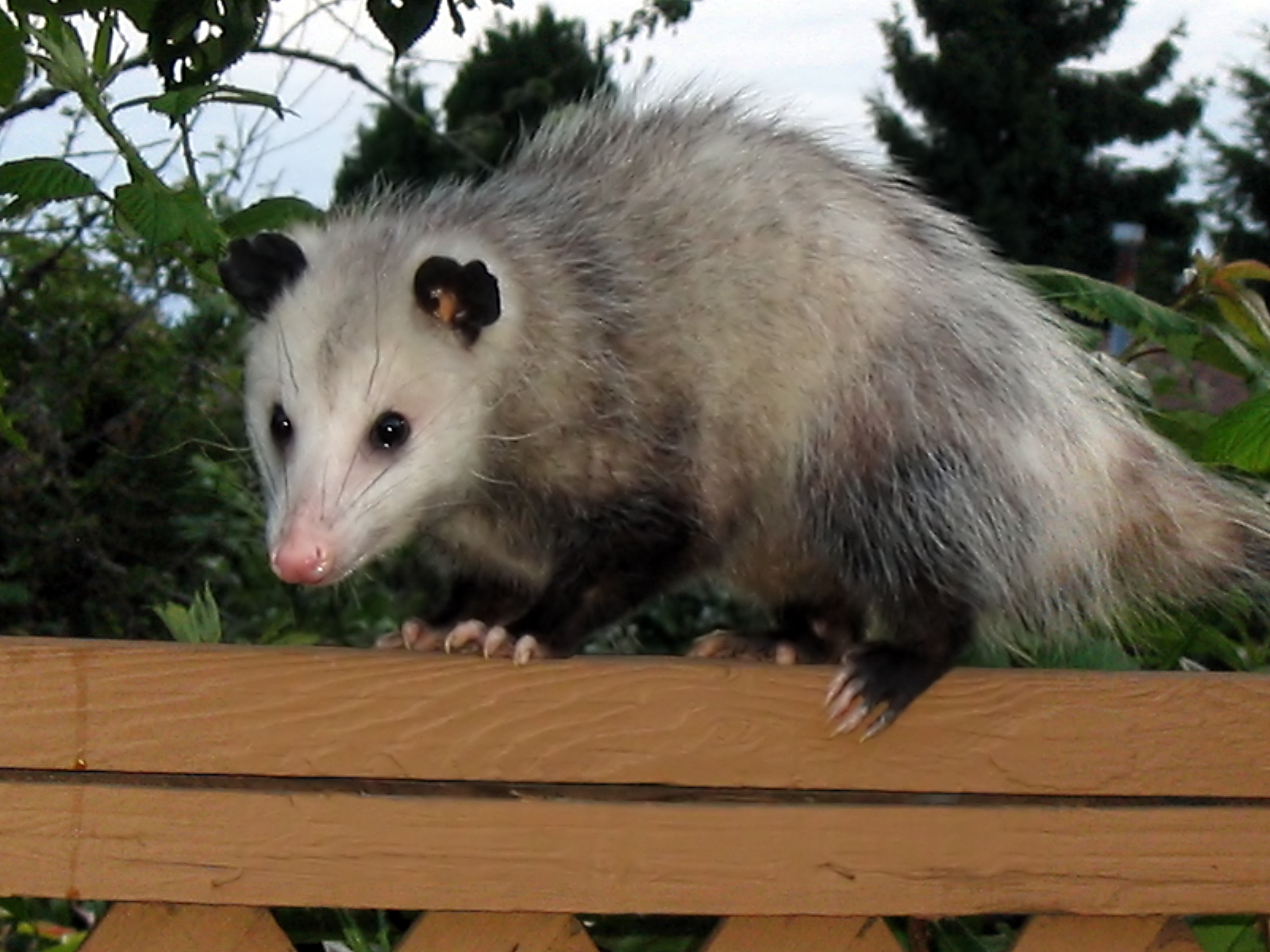
Nordamerikansk opossum
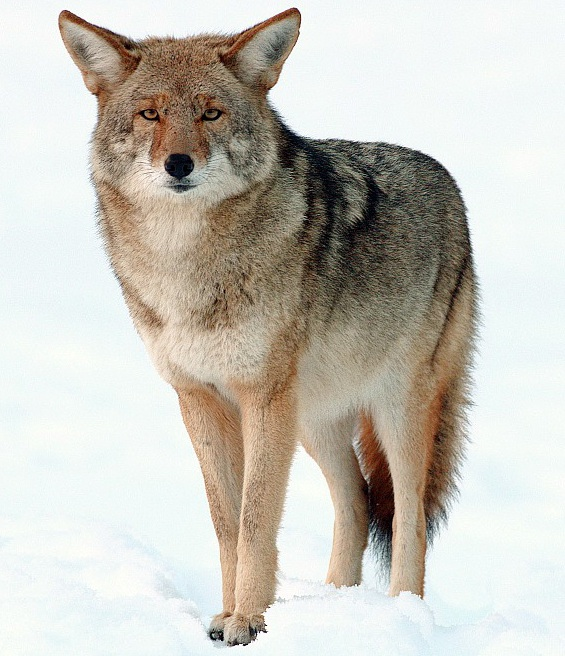
Prärievarg
Strimmig skunk
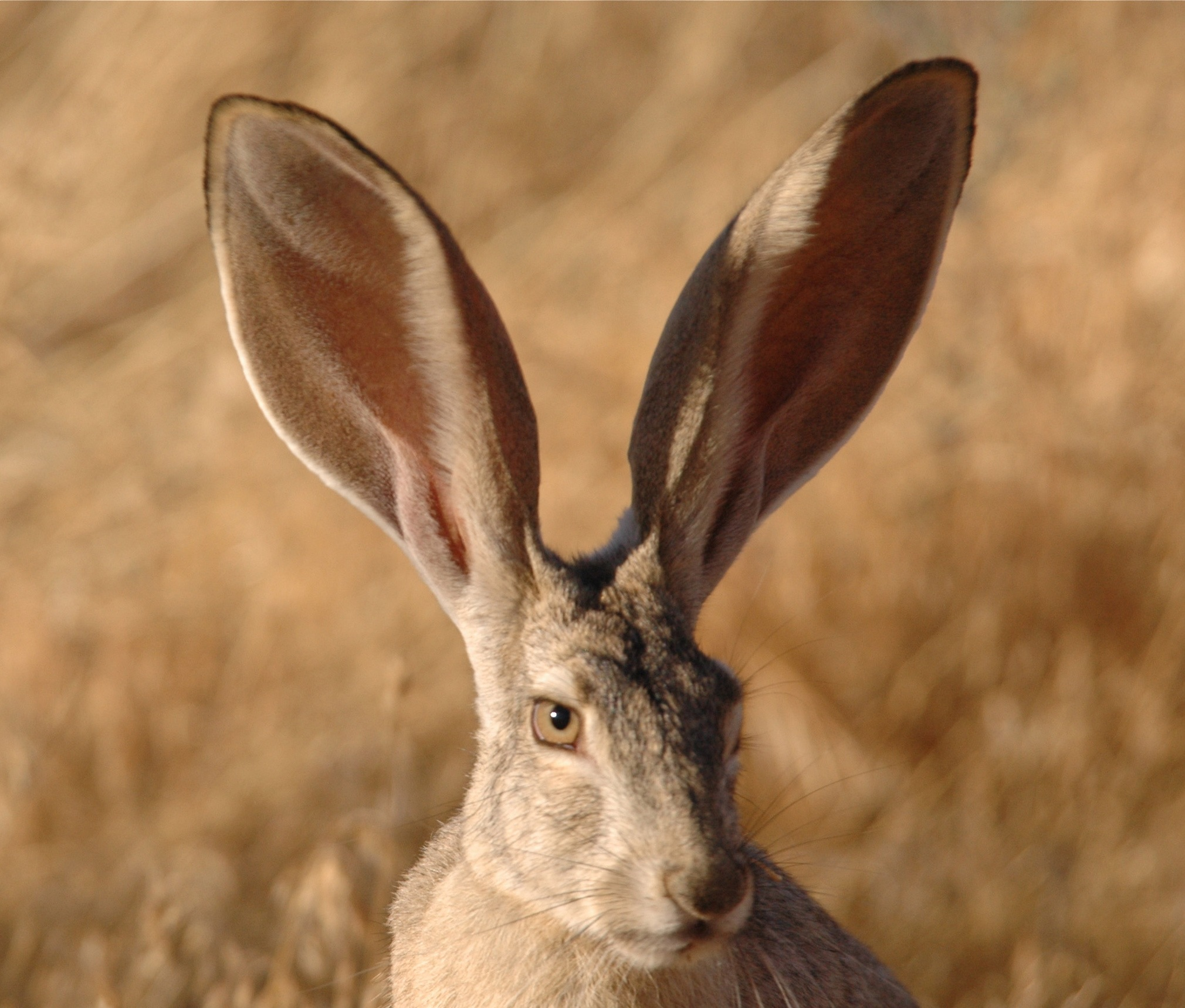
Svartsvansad åsnehare
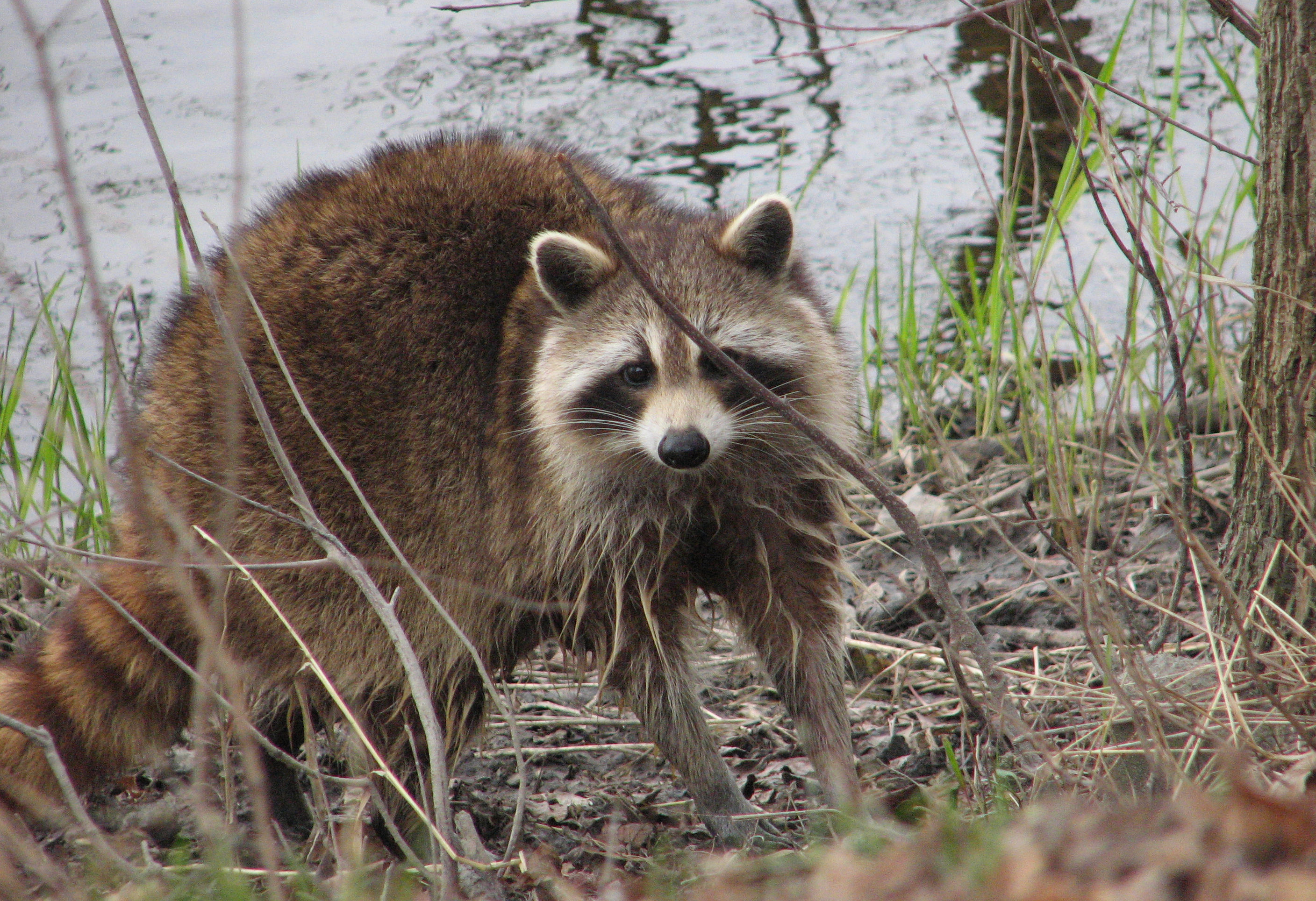
Tvättbjörn
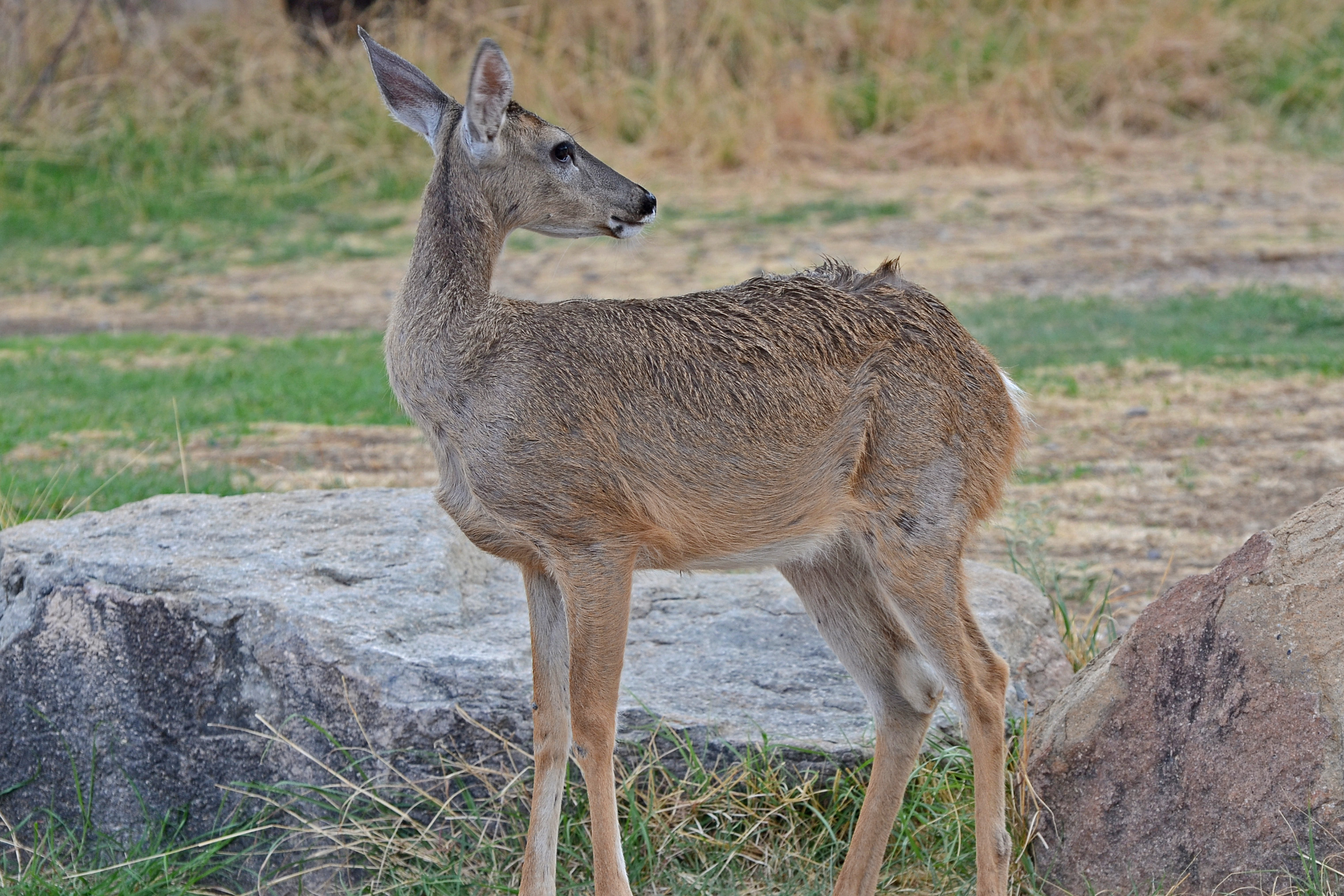
Vitsvanshjort

Vanliga fåglar 

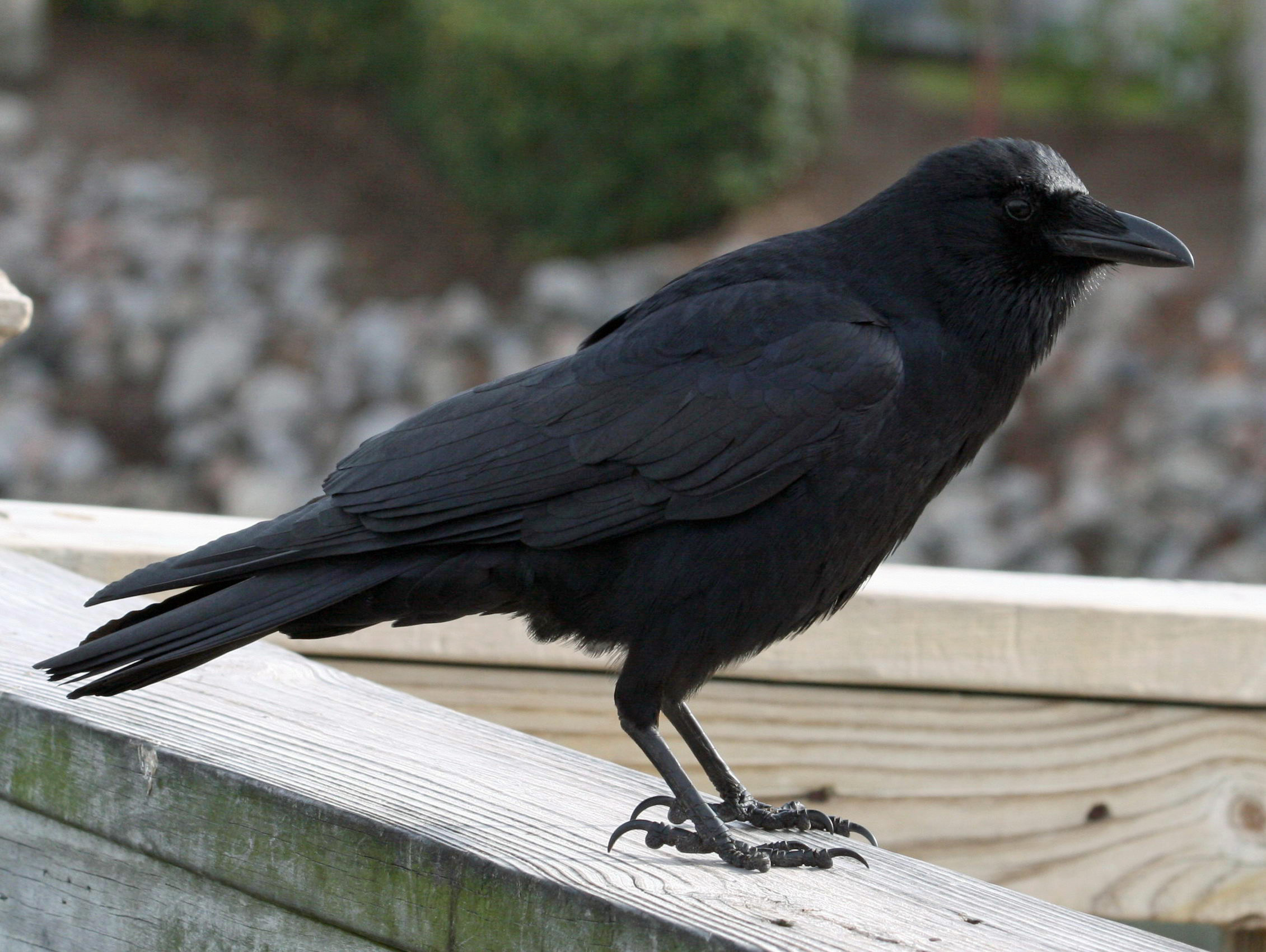
Amerikansk kråka
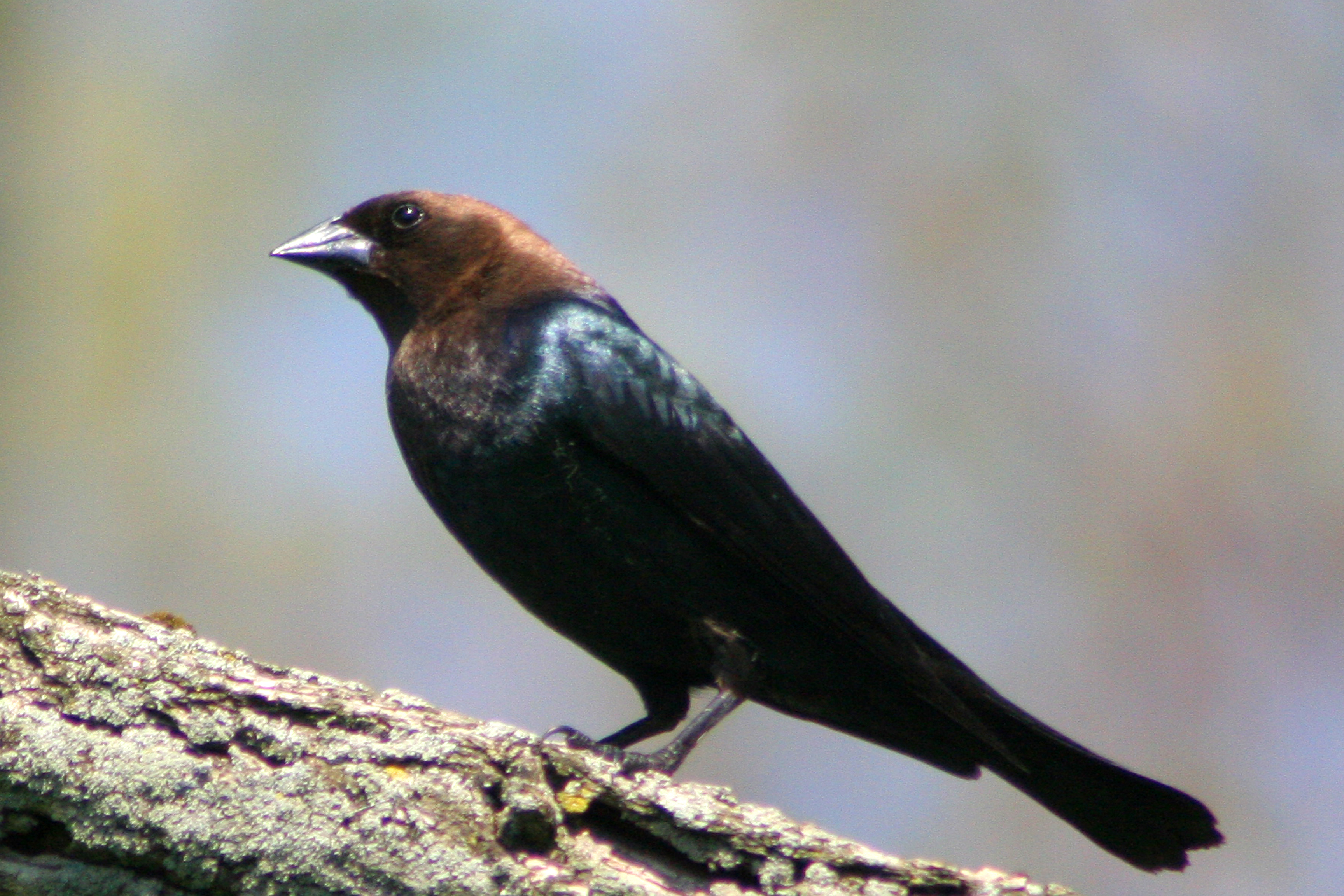
Brunhuvad kostare
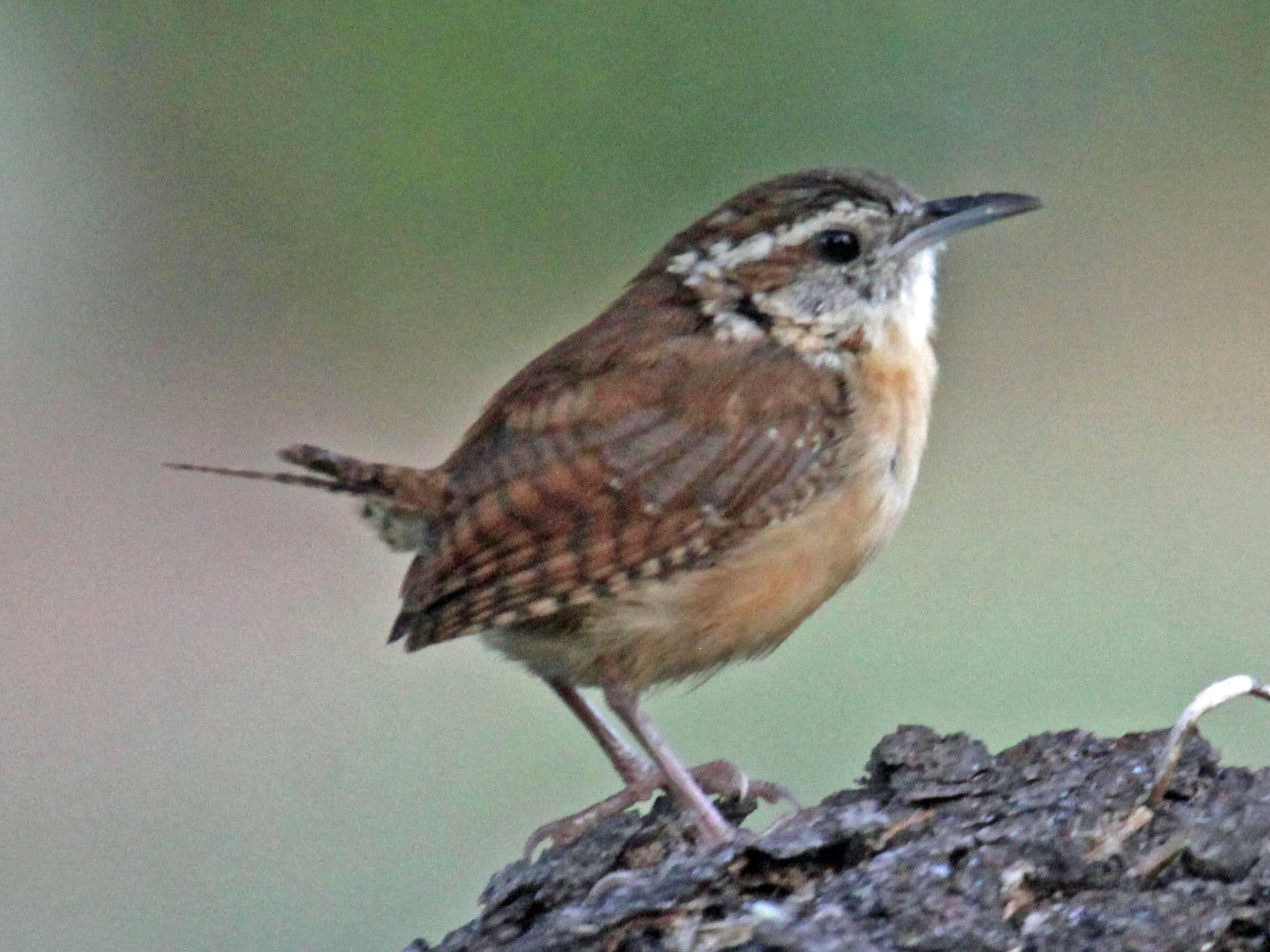
Karolinagärdsmyg
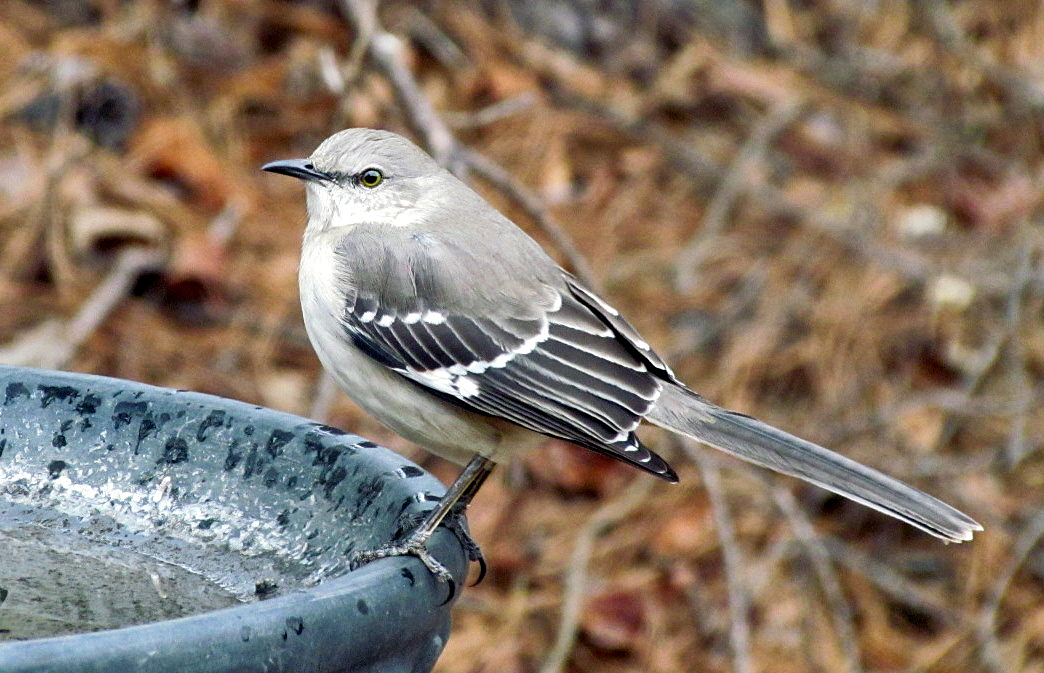
Nordlig härmtrast
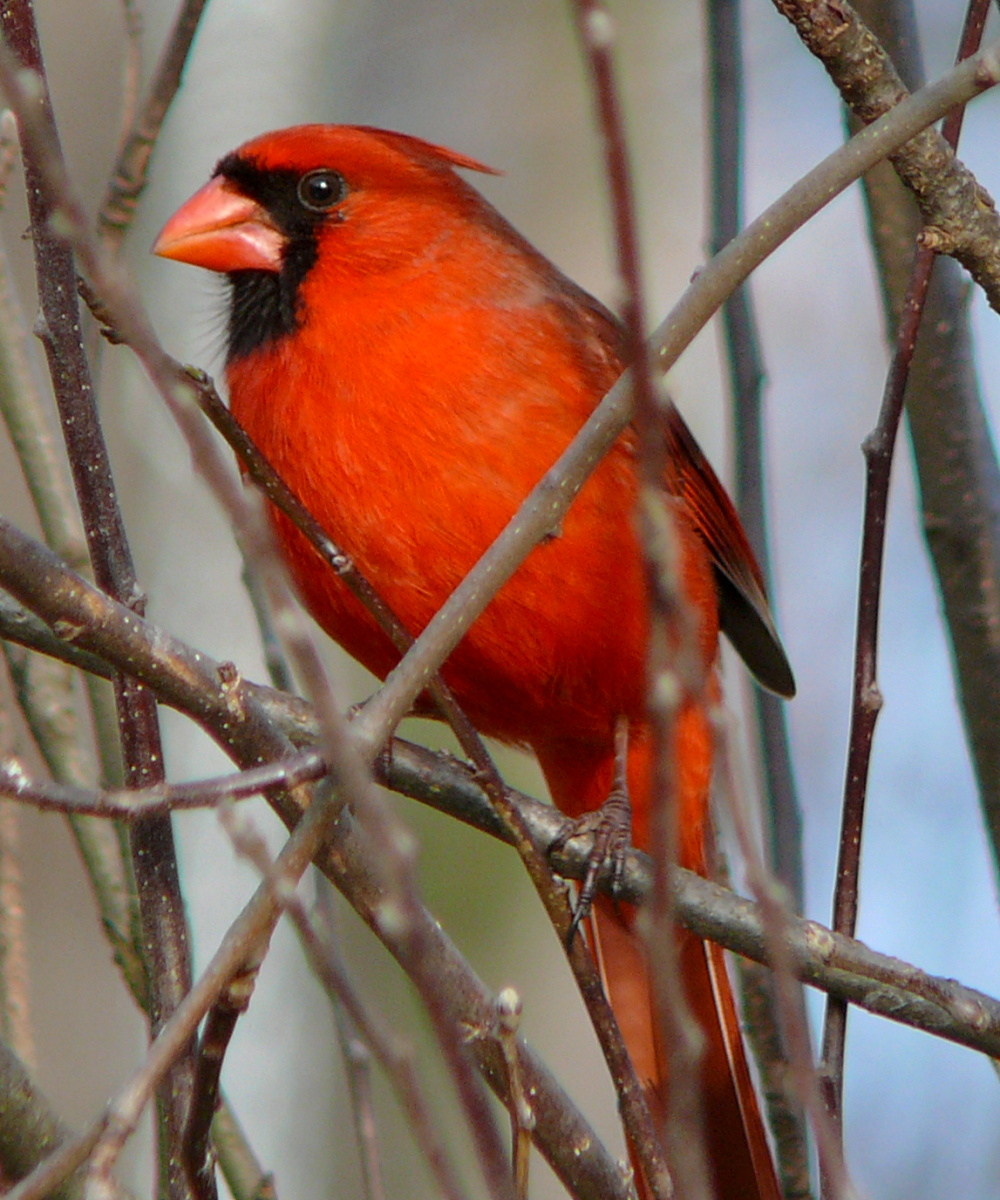
Röd kardinal
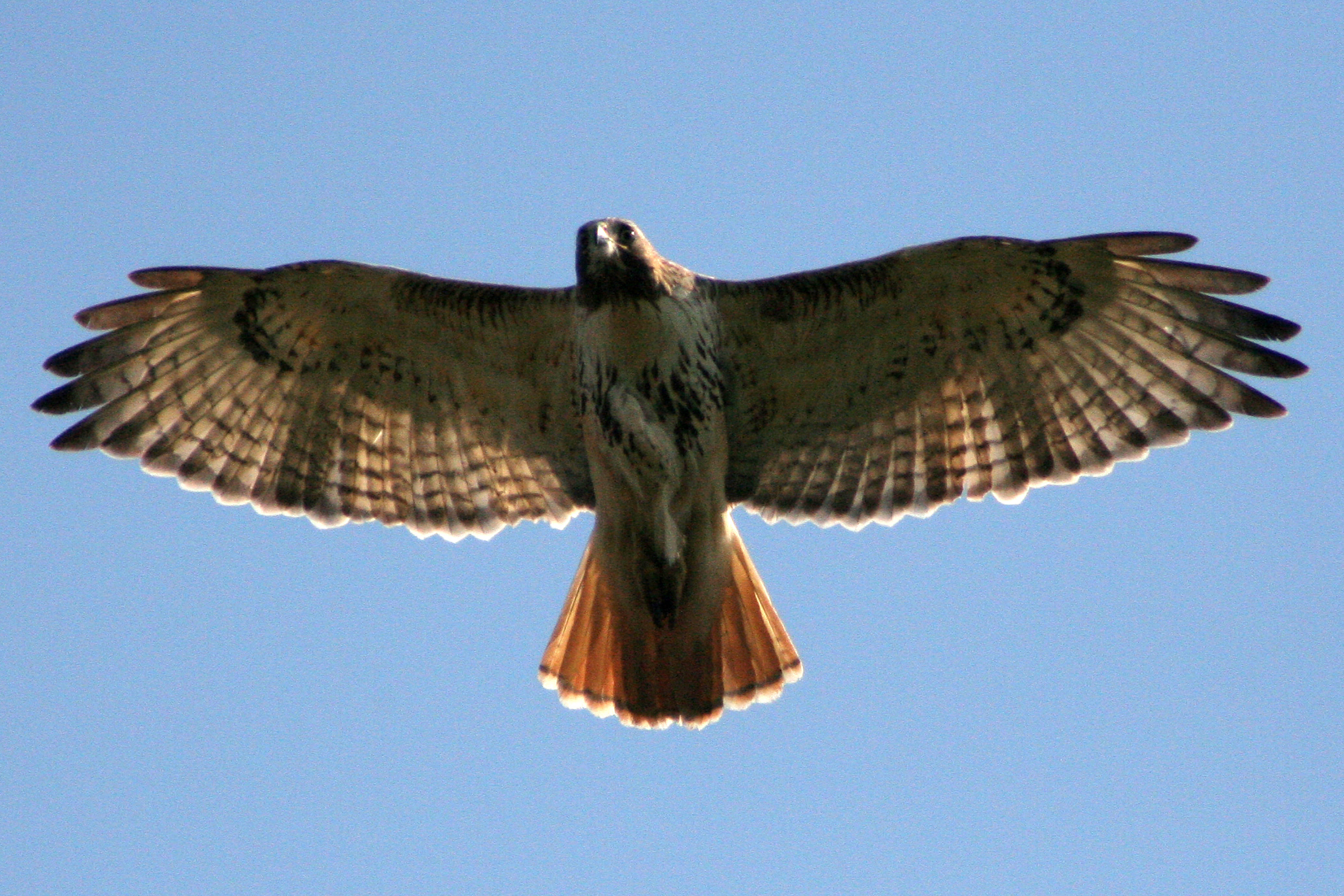
Rödstjärtad vråk
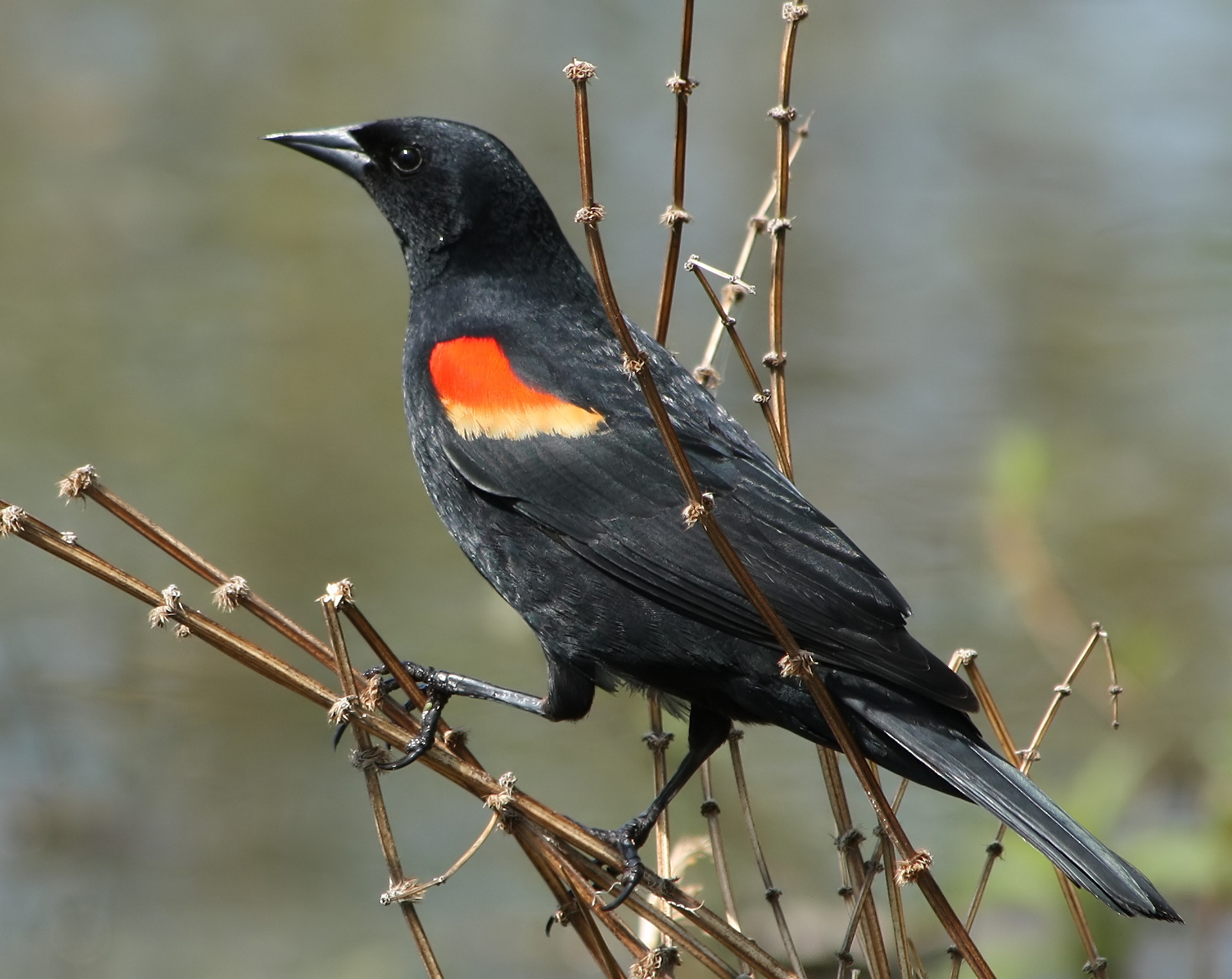
Rödvingetrupial
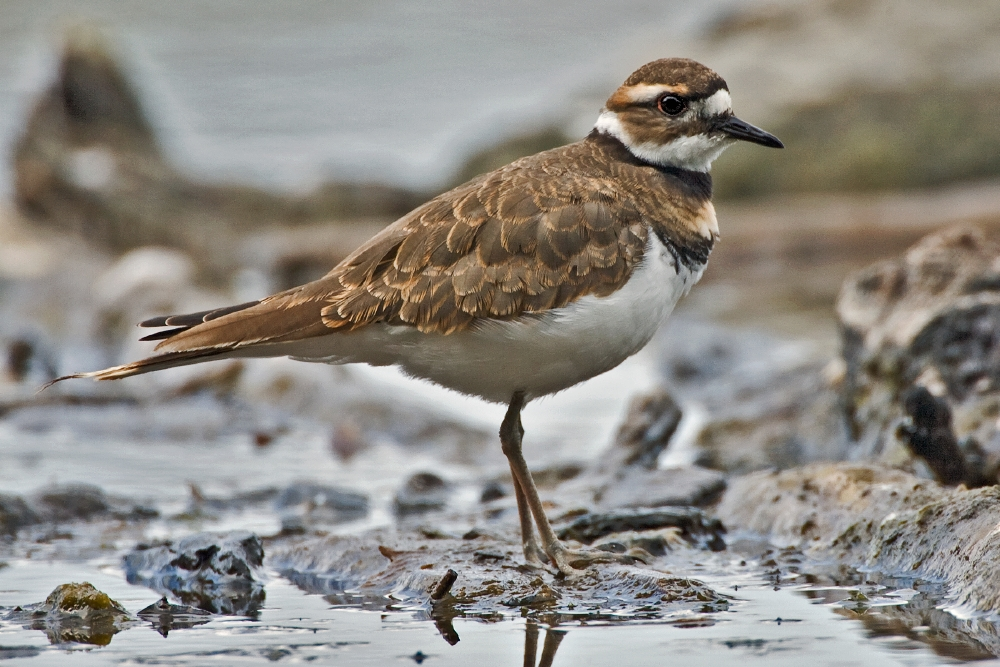
Skrikstrandpipare
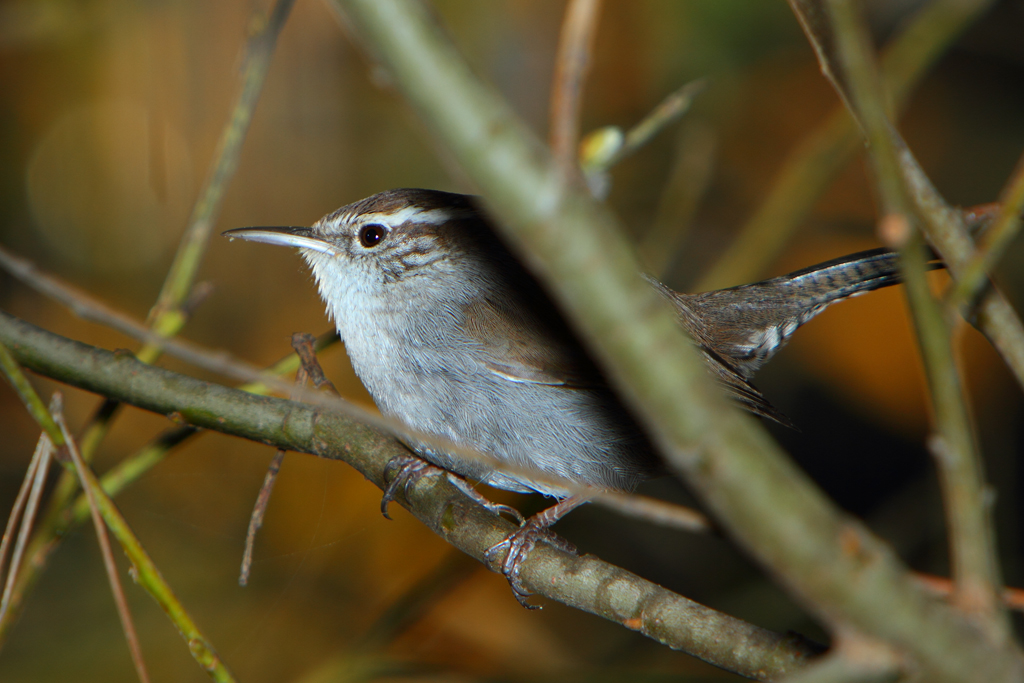
Snårgärdsmyg
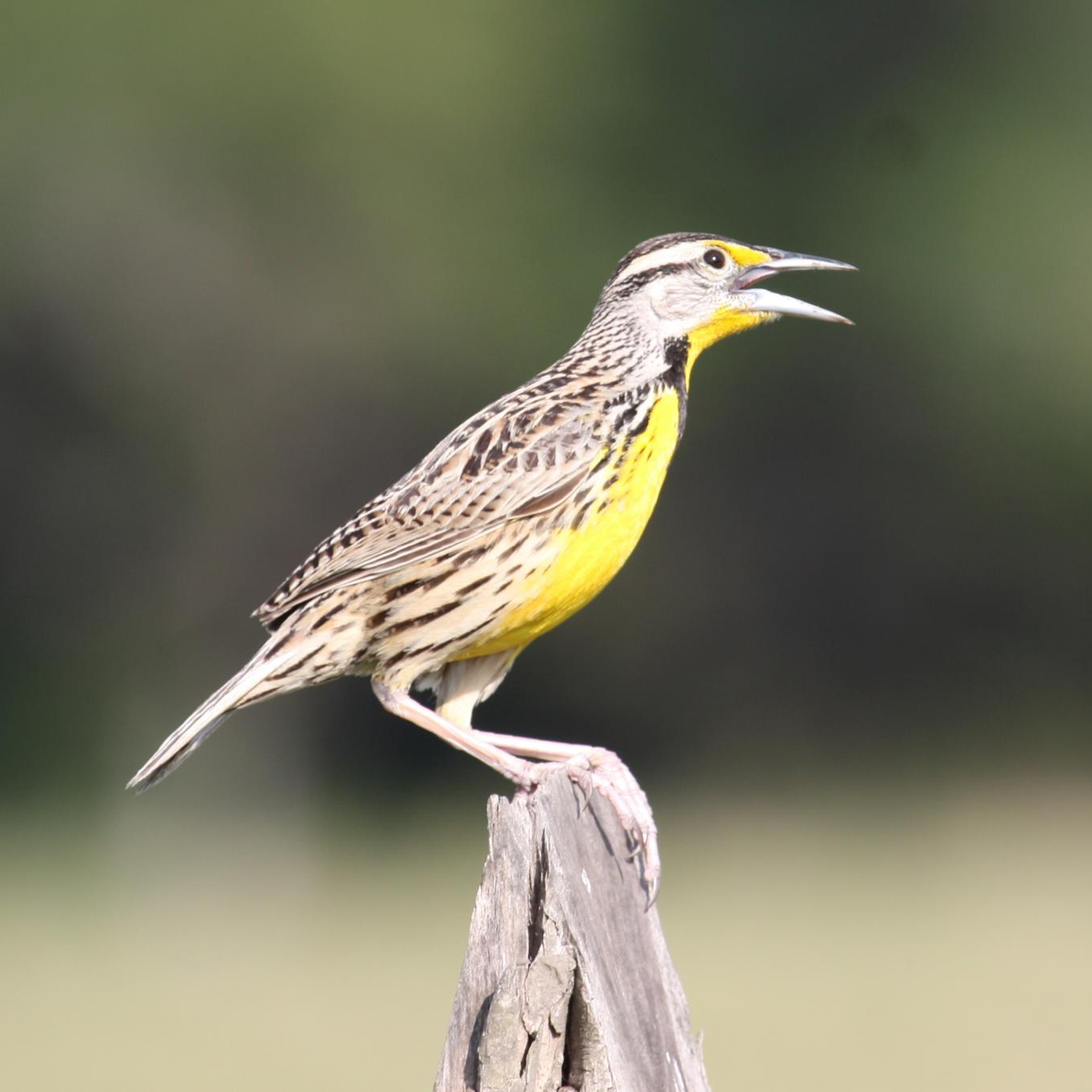
Östlig ängstrupial

Officiella djur och växter 

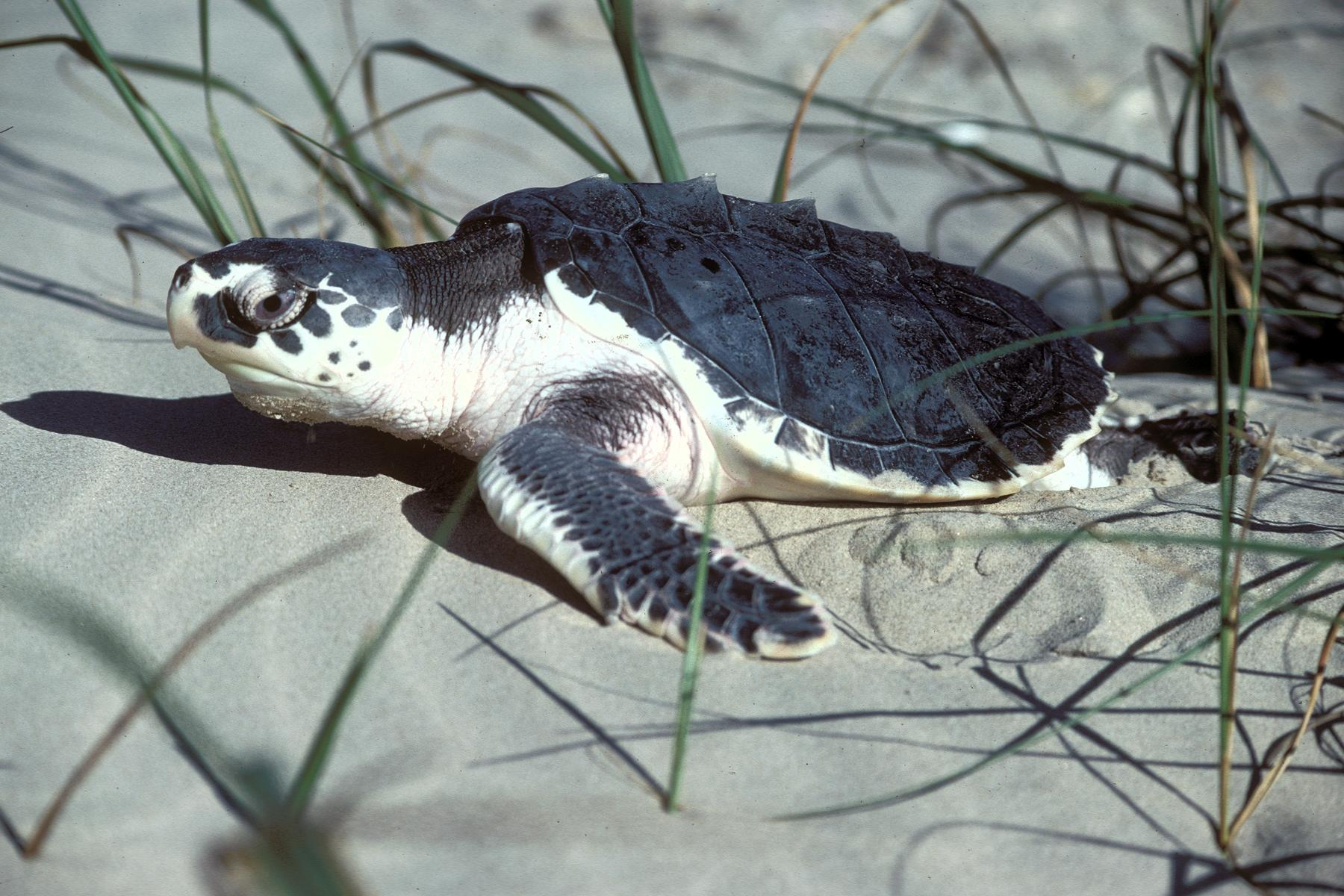
Atlantisk bastard- sköldpadda
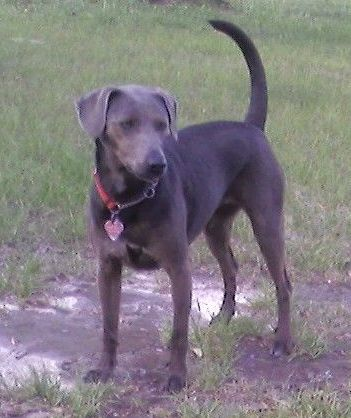
Blue Lacy
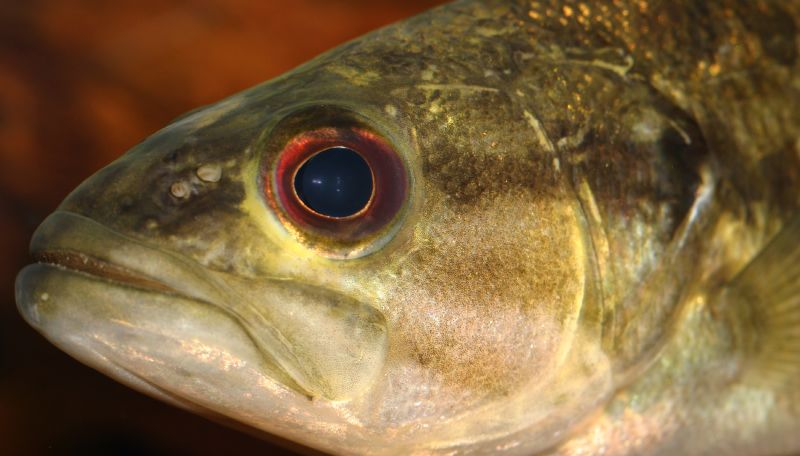
Guadelupbass
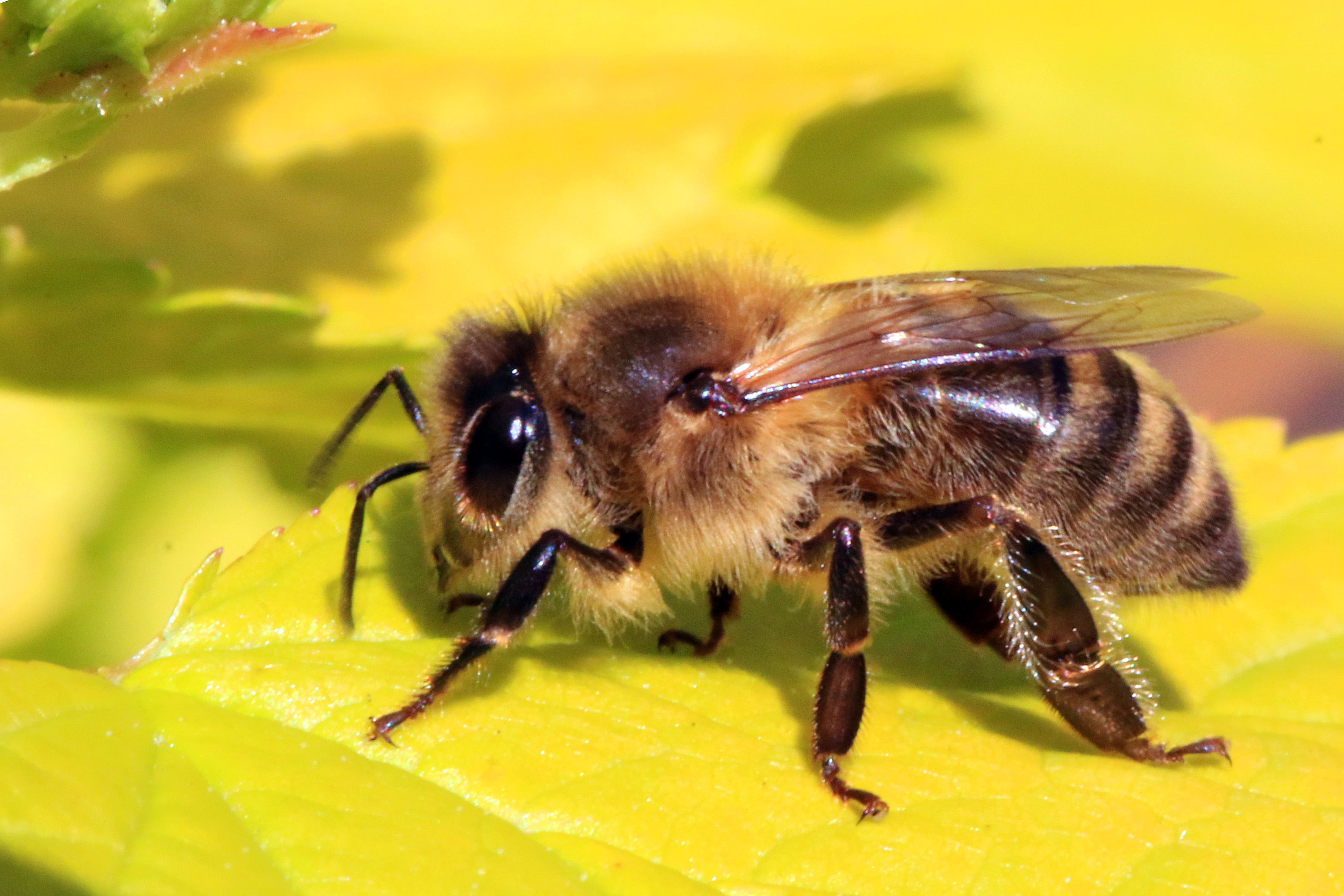
Honungsbi
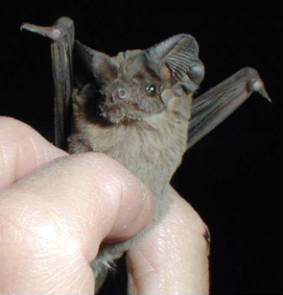
Mexikansk frisvansad fladdermus
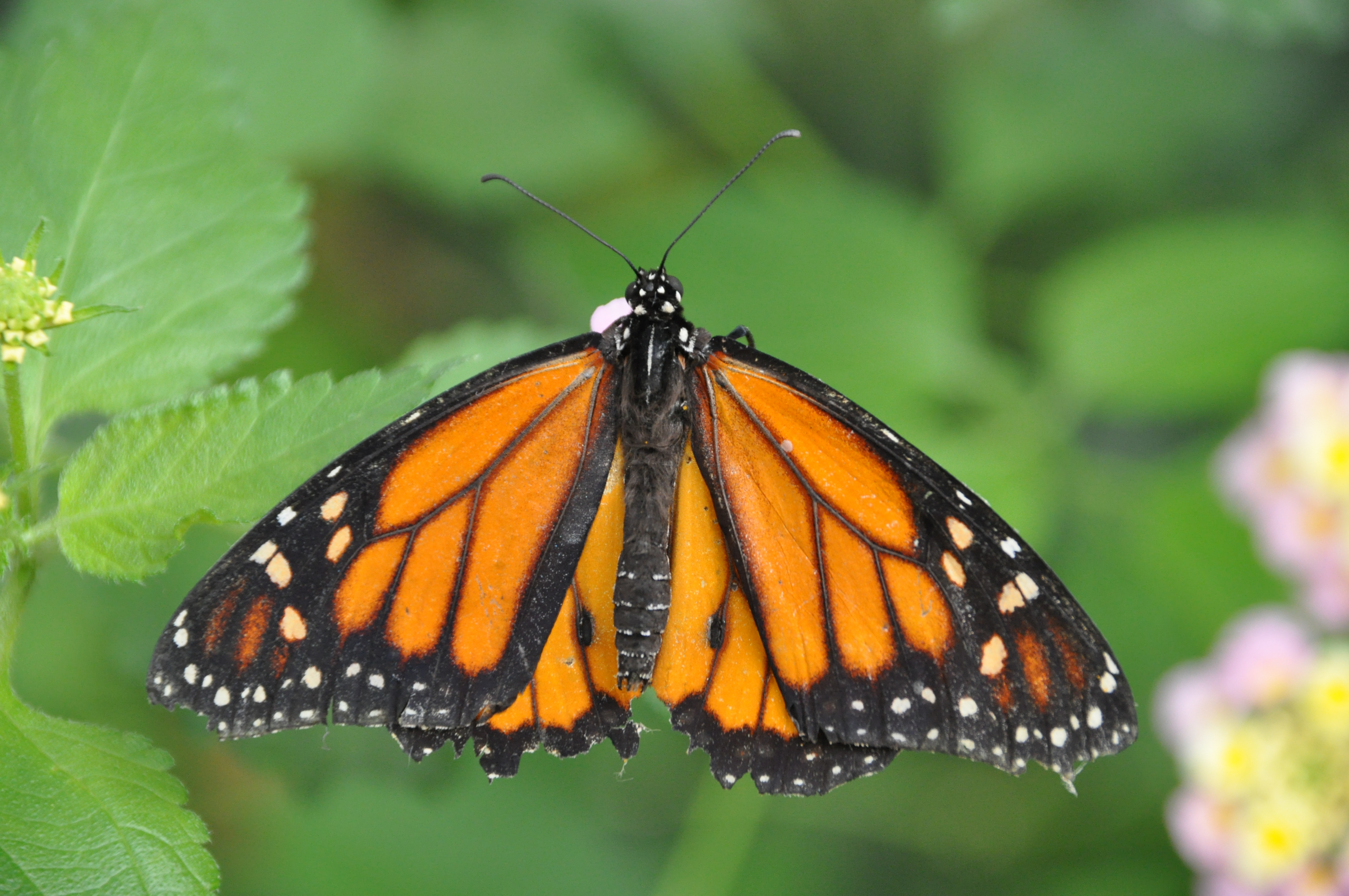
Monarkfjäril
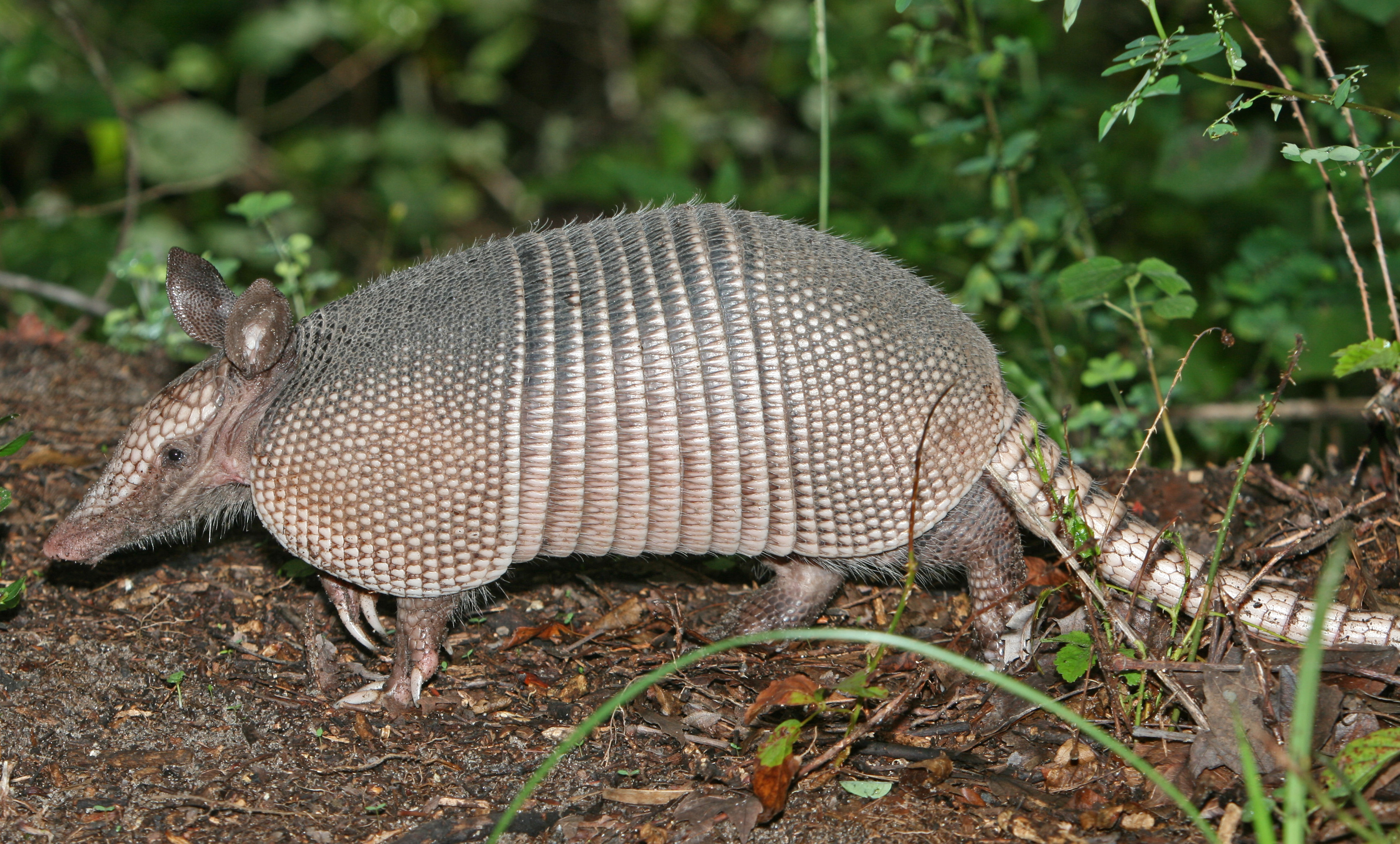
Niobandad bälta
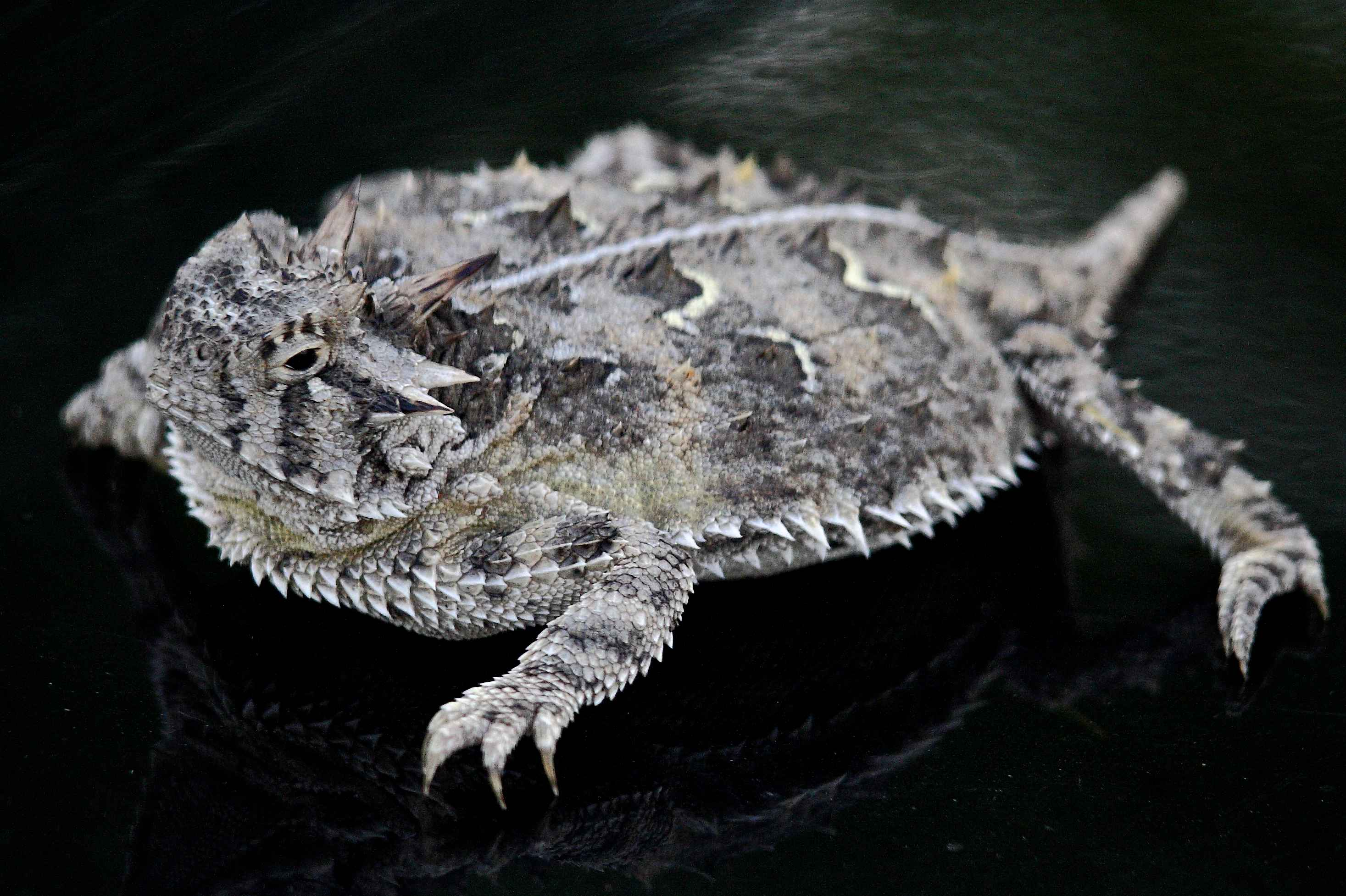
Paddödla
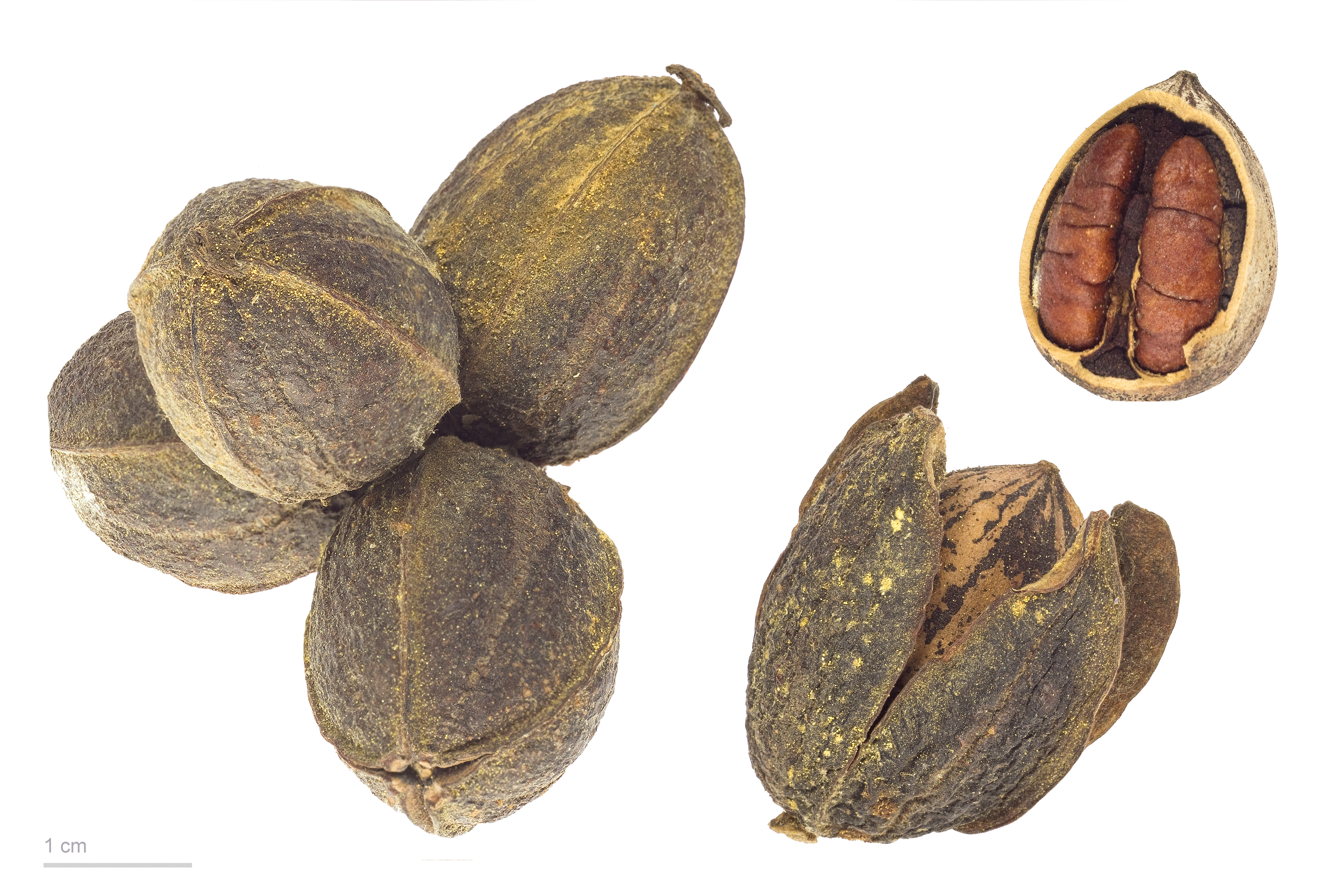
Pekannöt
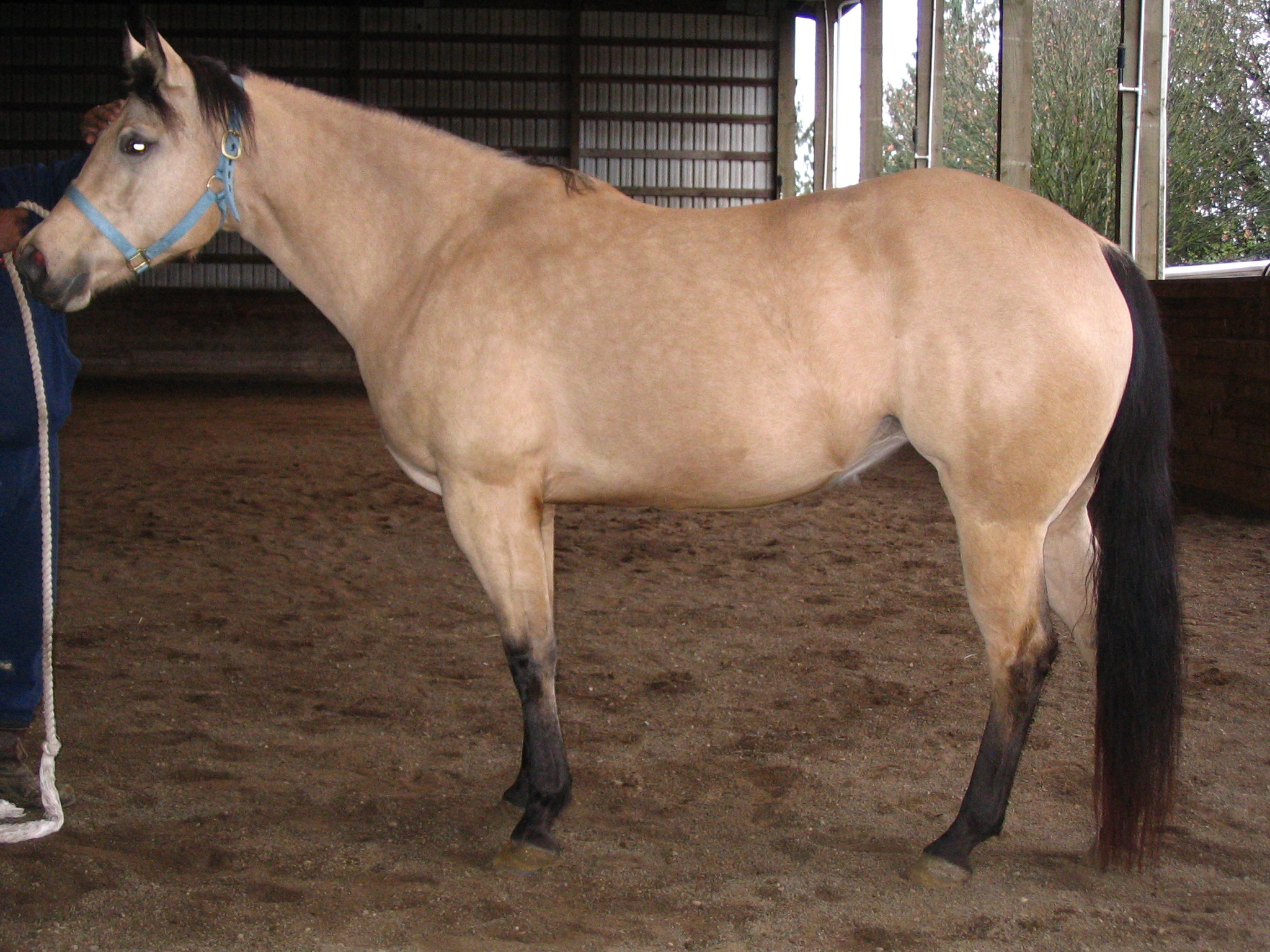
Quarterhäst
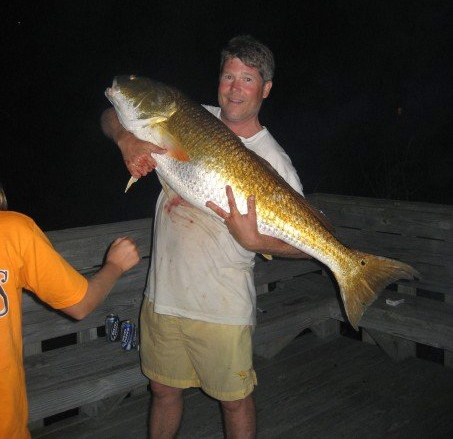
Röd trumfisk
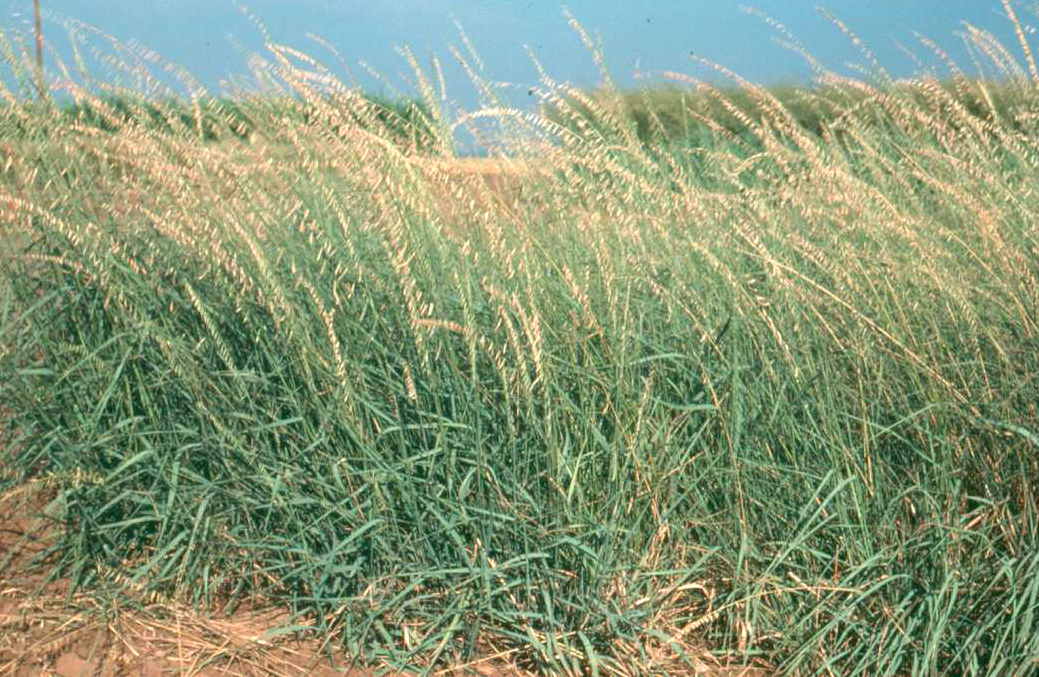
Sidohavregräs
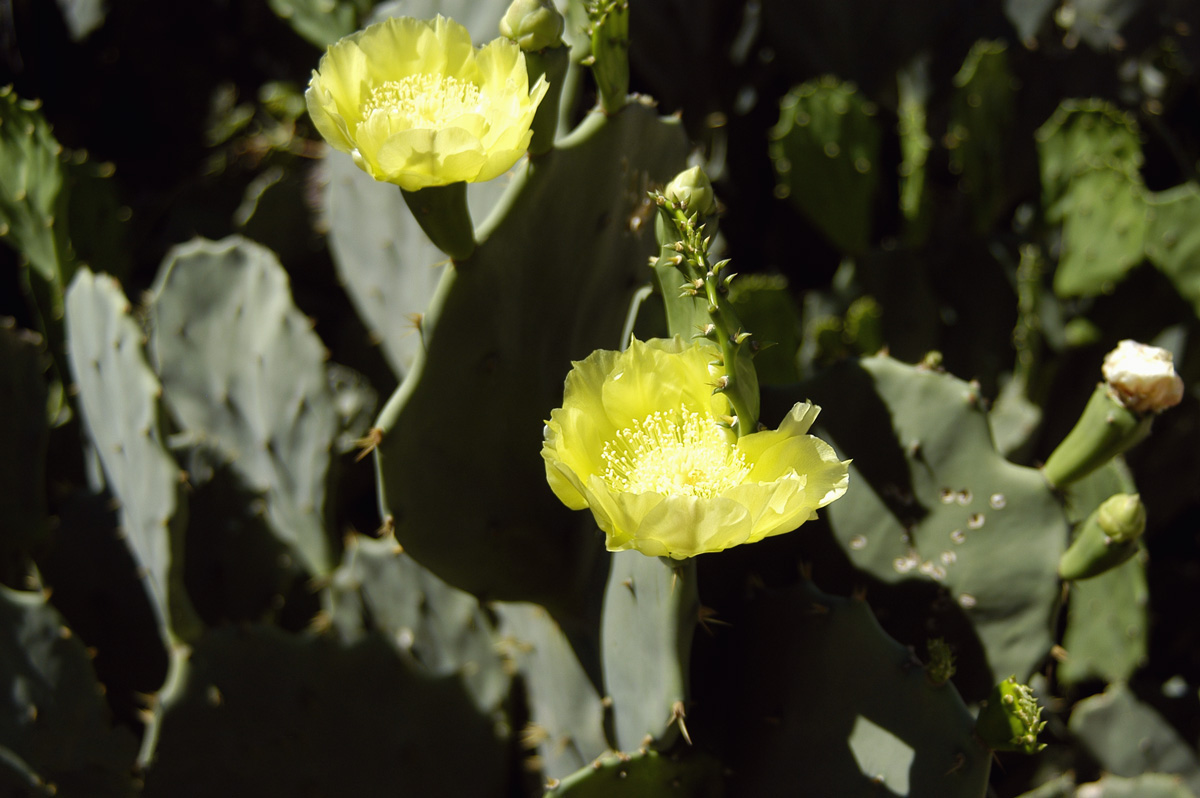
Texas fikonkaktus
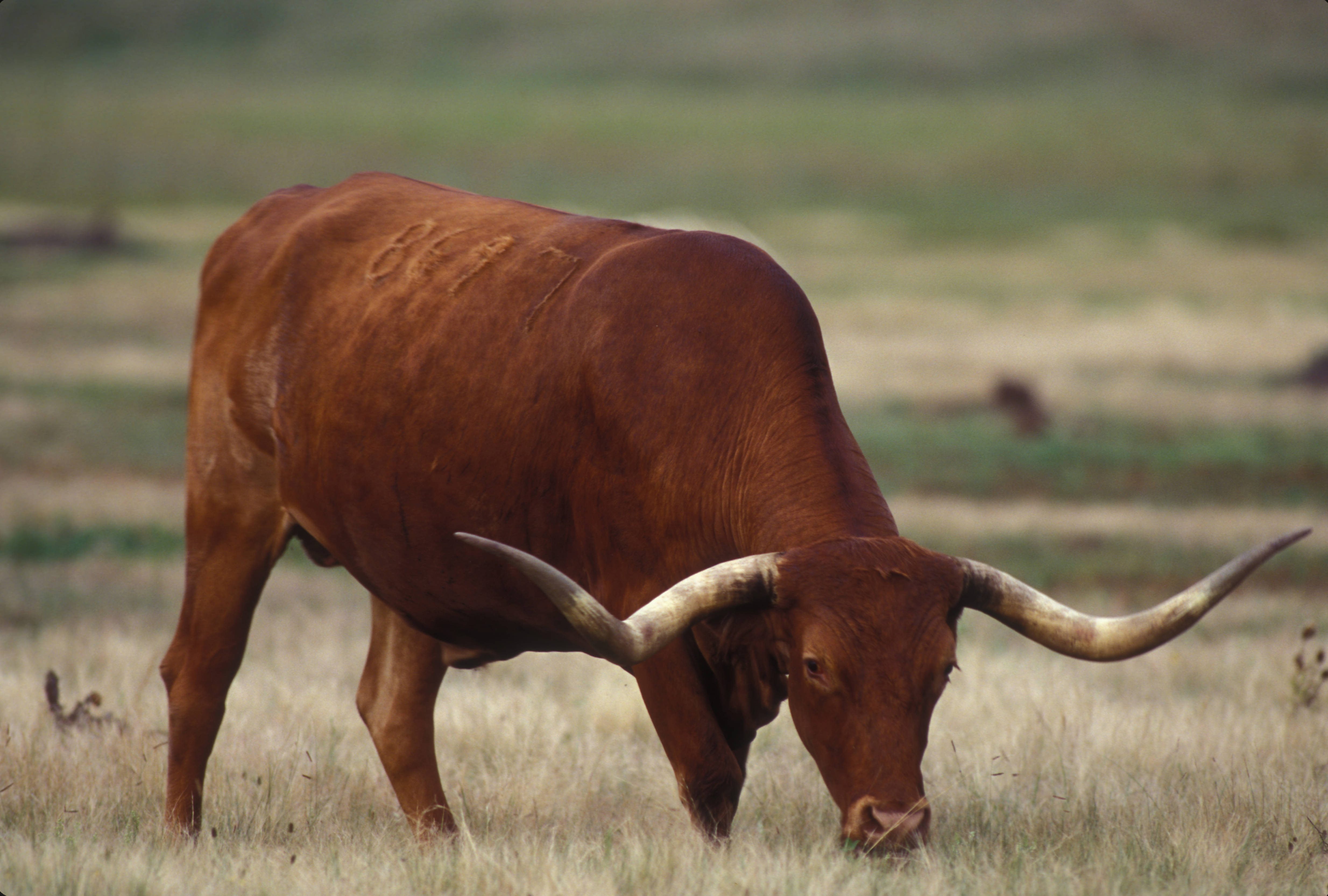
Texas longhorn
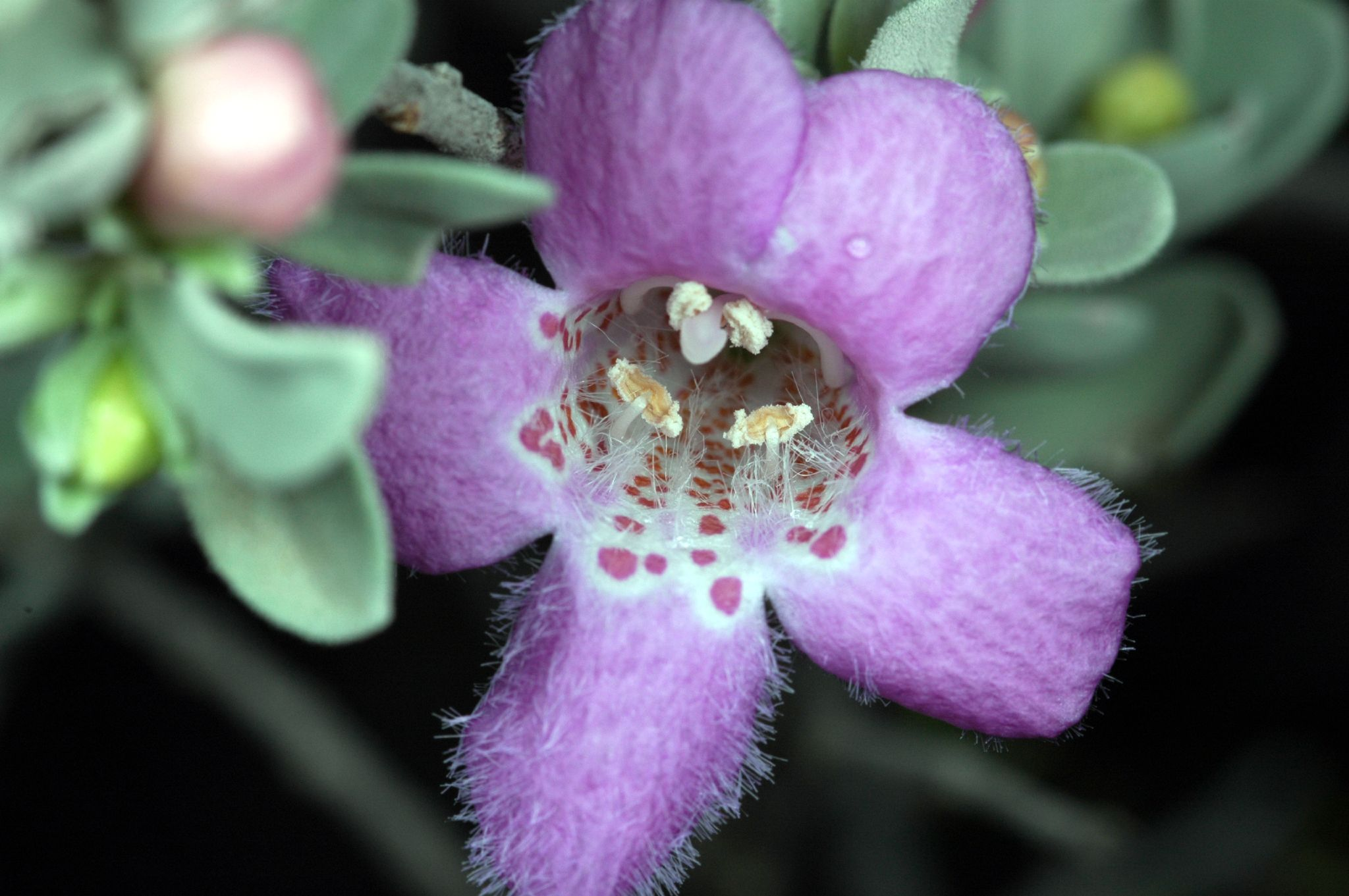
Texas salvia

## Demografi

### Befolkningstäthet

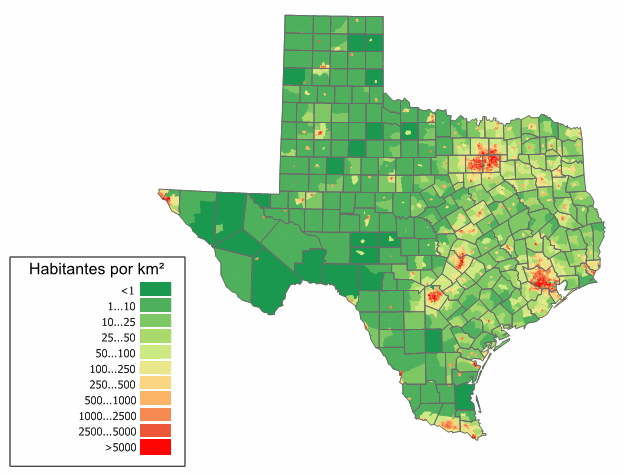
Befolkningstäthet i Texas.

Kartan visar befolkningstäthet uttryckt i invånare per kvadratkilometer.

### Största städer

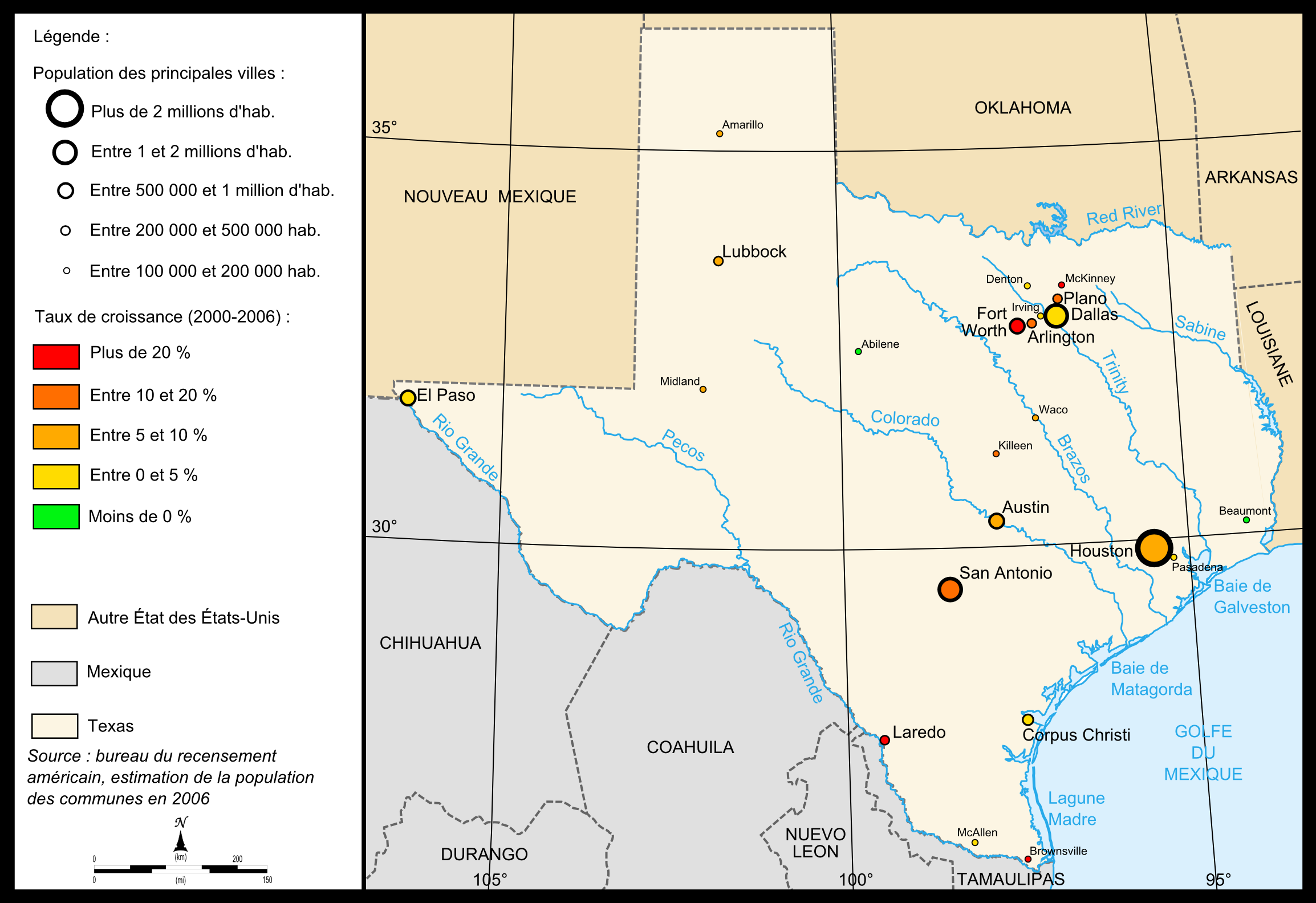
Karta som visar Texas största stadskommuner 2006.

De femton största stadskommunerna i Texas den 1 januari 2008 var enligt delstatens officiella uppskattningar följande:
1. Houston (2 149 948 invånare); storstadsområdet hade 6 490 180 invånare.
2. San Antonio (1 336 040 invånare); storstadsområdet hade 1 711 103 invånare.
3. Dallas (1 248 184 invånare); storstadsområdet hade 6 954 330 invånare.
4. Austin (736 172 invånare); storstadsområdet hade 1 362 416 invånare.
5. Fort Worth (688 222 invånare); ingår i samma storstadsområde som Dallas.
6. El Paso (609 327 invånare); storstadsområdet hade 800 647 invånare; den transnationella regionen 2,7 miljoner invånare.
7. Arlington (374 943 invånare)
8. Corpus Christi (285 600 invånare)
9. Plano (279 607 invånare)
10. Laredo (222 482 invånare)
11. Garland (222 007 invånare)
12. Lubbock (218 327 invånare)
13. Irving (201 784 invånare)
14. Amarillo (189 861 invånare)
15. Brownsville (172 609 invånare)

### Språk

Viktigaste hemspråk i Texas.

Kartan visar de viktigaste hemspråken i Texas 2005.
- Engelska: 66,35 %
- Spanska: 29,09 %
- Vietnamesiska: 0,68 %
- Övriga: 3,88 %

### Religion
Den första kristna kyrkan i Texas byggdes 1682 när kristna puebloindianer flydde till nuvarande El Paso och grundade Ysleta del Sur Pueblo. Den katolska kyrkan anlade då en mission där. Den första protestantiska församlingen bildades 1833 av metodisterna. 
|                                          | % av Texas befolkning | % av Texas befolkning |
| ---------------------------------------- | --------------------- | --------------------- |
| Kristendom                               | 77                    |                       |
| Protestantism                            | 50                    |                       |
| Evangelikaner                            | 31                    |                       |
| Traditionella protestanter               | 13                    |                       |
| Afroamerikanska protestanter             | 6                     |                       |
| Romersk-katolska kyrkan                  | 23                    |                       |
| Jesu Kristi Kyrka av Sista Dagars Heliga | 1                     |                       |
| Jehovas vittnen                          | 1                     |                       |
| Ortodoxa                                 | 0,5                   |                       |
| Övriga kristna samfund                   | 1                     |                       |
| Inte anslutna till något samfund         | 18                    |                       |
| Ingenting                                | 13                    |                       |
| Agnosticism                              | 3                     |                       |
| Ateism                                   | 2                     |                       |
| Icke-kristna religioner                  | 4                     |                       |
| Judendom                                 | 1                     |                       |
| Islam                                    | 1                     |                       |
| Buddism                                  | 1                     |                       |
| Hinduism                                 | 0,5                   |                       |
| Övriga icke-kristna religioner           | 0,5                   |                       |
| Vet ej/vägrar svara                      | 0,5                   |                       |
| Summa                                    | 100                   |                       |

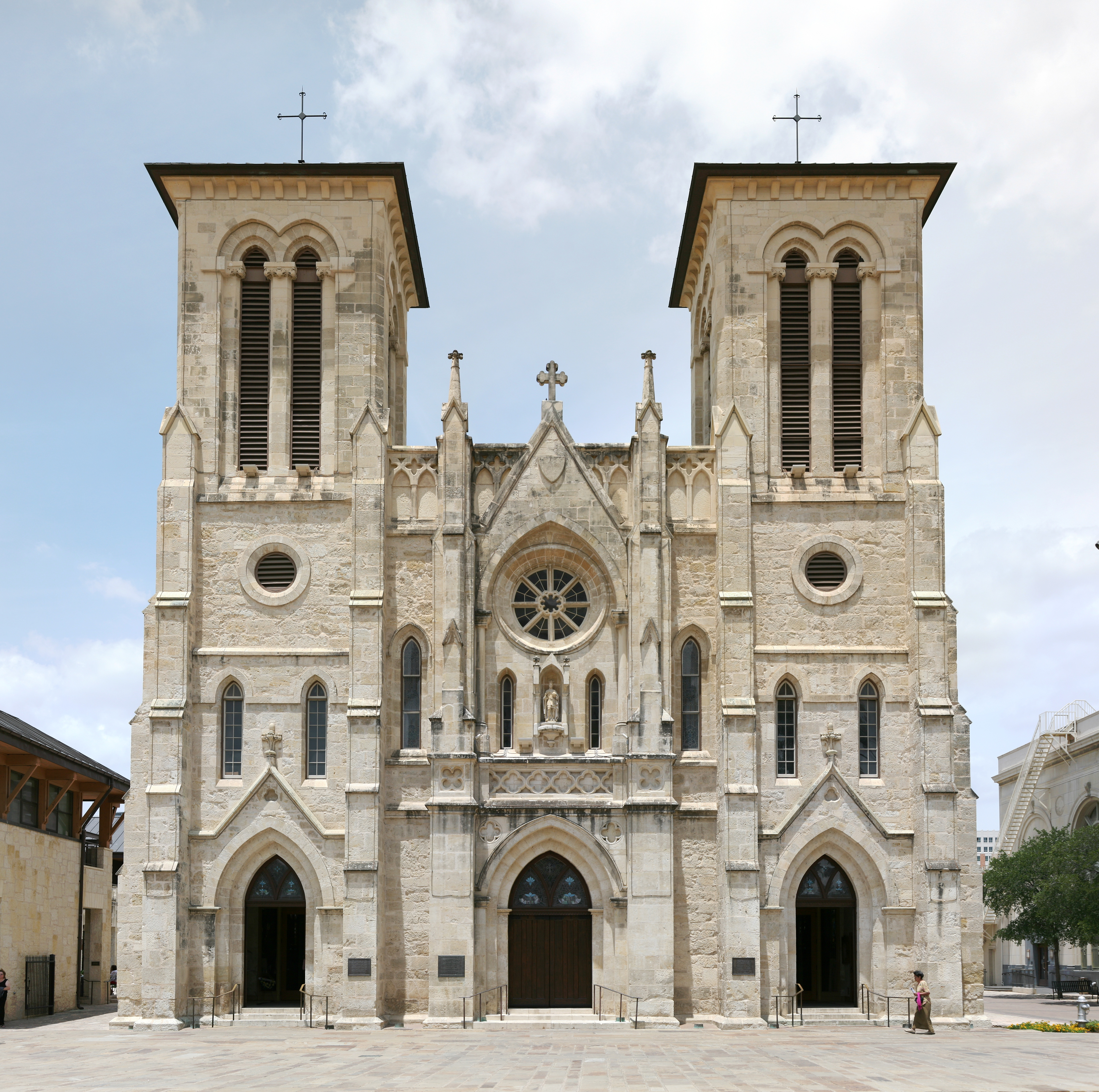
San Fernando-katedralen i San Antonio vilken påbörjades 1738 är idag Texas äldsta fungerande kristna kyrkobyggnad.

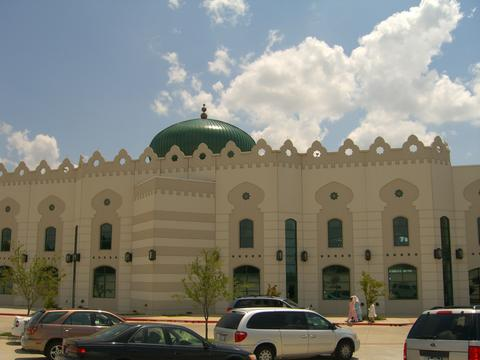
Islam är en religion som får allt fler medlemmar i Texas. Moskén i Irving, Texas.

De största enskilda trossamfunden var katolska kyrkan med 4,7 miljoner medlemmar (2010); sydstatsbaptisterna med 3,7 miljoner medlemmar; förenade metodistkyrkan med 1 miljon; islam med 0,4 miljoner.

### Ras och etnicitet
Enligt folkräkningen 2010 uppgav befolkningen i Texas att de tillhörde följande raser.
- Euroamerikaner: 70,4 % (euroamerikaner utan latinskt etnicitet 45,3 %)
- Afroamerikaner: 11,8%
- Nordamerikas ursprungsbefolkning: 0,7 %
- Asienamerikaner: 2,8 %
- Övriga raser: 10,6 %
- Två eller flera raser: 2,7 %

37,6 % av befolkningen uppgav att de var av latinsk etnicitet (Hispanics) (tillhörande vilken ras som helst).

## Statsskick
Texas författning föreskriver ett statsskick baserat på representativ demokrati och maktdelning och tar avstånd från parlamentarism. 

### Lagstiftande makt
Den lagstiftande makten tillkommer Texas legislatur, delad på två kamrar: senaten och representanthuset. Senaten har 31 ledamöter som väljs för fyra år med överlappande valperioder i enmansvalkretsar och representanthuset har 150 ledamöter som väljs för två år i enmansvalkretsar. Texas viceguvernör är även senatens talman.

### Verkställande makt
Den verkställande makten utövas av följande på fyra år i allmänna val tillsatta ämbeten och styrelser, av vilken ingen är överordnad den andra. 
- Guvernören
- Viceguvernören
- Secretary of State
- Attorney General
- Comptroller of Public Accounts (statsrevisor)
- Land Commissioner (egendomsminister)
- Agriculture Commissioner (jordbruksminister)
- Railroad Commission (järnvägsstyrelse med tre ledamöter)
- Board of Education (skolöverstyrelse med 15 ledamöter)

Texas guvernör anses ha en svag ställning, eftersom dessa ämbeten och styrelser är sidoordnade, inte underordnade guvernörsämbetet.

### Dömande makt
Den dömande makten utövas av domstolarna. Domarna väljs av folket i allmänna val. Vakanser som uppstår under valperioden fylls genom utnämningar av guvernören. Domare kan avsättas av väljarna genom revokation, dömas till avsättning av laga domstol genom juryutslag eller avsättas av legislaturen genom ett riksrättsförfarande.
Texas har två högsta domstolar, Supreme Court vilken är sista instans i tvistemål, och Court of Criminal Appeals vilken är sista instans i brottmål. Det finns 14 Court of Appeals vilka är besvärsinstanser i både civilmål och brottmål (dödsstraff underställs dock automatiskt prövning direkt i Court of Criminal Appeals). Allmänna underrätter är District Courts (distriktsdomstolar), av vilka det finns 456 stycken. I vart och ett av Texas 254 counties finns det även en County Court (grevskapsdomstol). Distriktsdomstolarna har ensamma jurisdiktion över mål rörande missgärningar (felony), äganderätt till fast egendom och allmänna val. De delar jurisdiktion i civilmål med grevskapsdomstolarna. Grevskapsdomstolarna har ensamma jurisdiktion över mål rörande förseelser och är andra instans vid överklagan från fredsdomstolar och kommunala domstolar. I varje stadskommun kan det om väljarna vill finnas en kommunal domstol. Den har delad jurisdiktion med fredsdomstolen rörande smärre företeelser och ensam jurisdiktion i mål rörande brott mot lokala ordningsstadgor. Det finns åtminstone en fredsdomstol i varje county. De har jurisdiktion över smärre tvistemål, mål rörande  vräkning och verkställighet av exekutionstitel samt delar jurisdiktion med de kommunala domstolarna över mål rörande smärre förseelser.

## Politik

### Abort
I maj 2021 godkände Texas en abortlag som förbjuder abort efter vecka sex. Förbudet omfattar även kvinnor som blivit gravida på grund av våldtäkt eller incest. Lagen trädde i kraft den 1 september efter godkännande av USA:s högsta domstol.

### Partisympatier

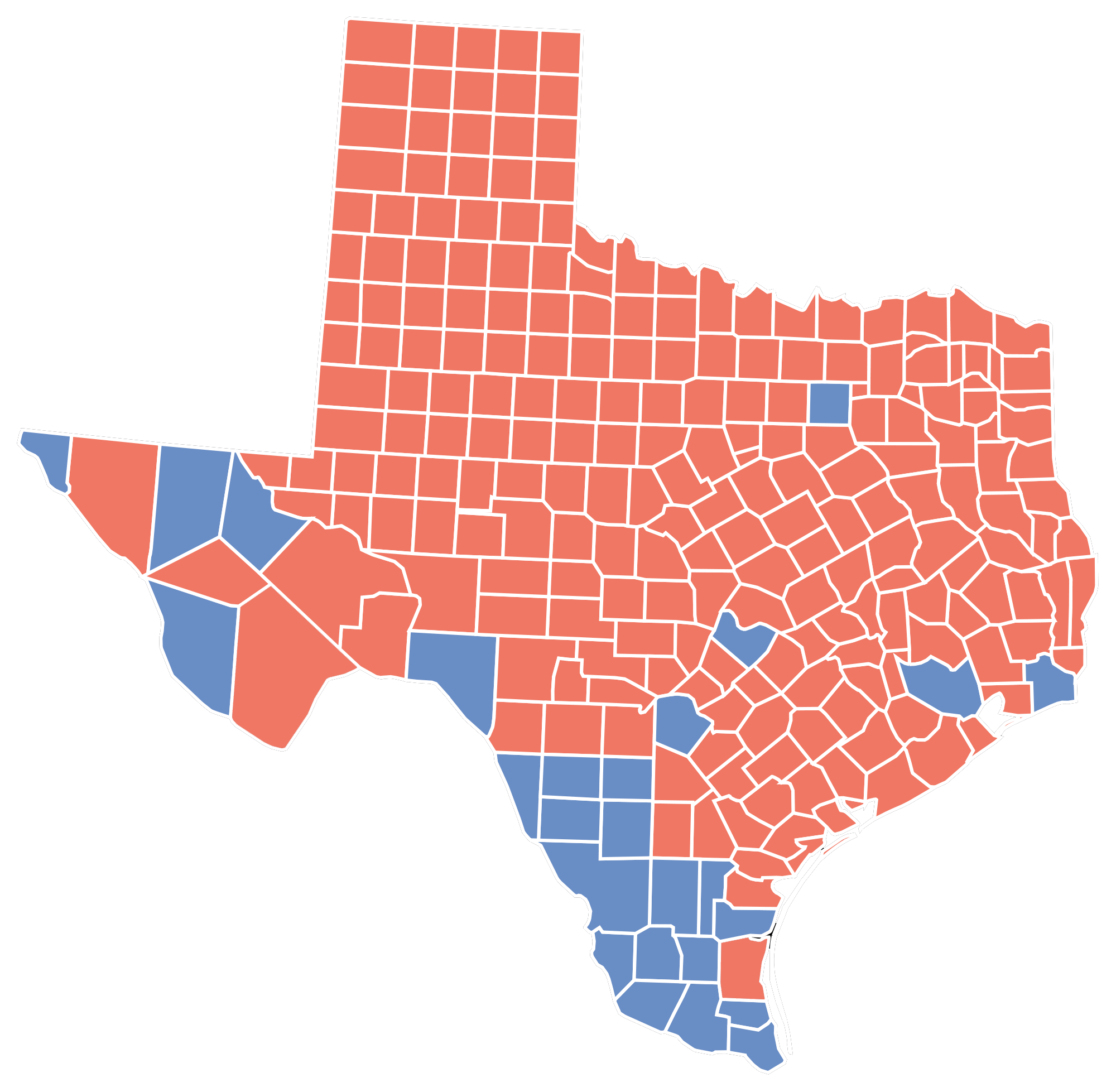
Partisympatiernas regionala fördelning i Texas vid presidentvalet 2012. Rött: republikansk majoritet; Blått: demokratisk majoritet.

| År   | Republikanska partiet | Demokratiska partiet |
| ---- | --------------------- | -------------------- |
| 2012 | 57,15% 4,569,843      | 41.37% 3,308,124     |
| 2008 | 55,39% 4,479,328      | 43.63% 3,528,633     |
| 2004 | 61,09% 4,526,917      | 38.30% 2,832,704     |
| 2000 | 59,30% 3,799,639      | 38.11% 2,433,746     |
| 1996 | 48,80% 2,736,166      | 43.81% 2,459,683     |
| 1992 | 40,61% 2,496,071      | 37.11% 2,281,815     |
| 1988 | 56,01% 3,036,829      | 43.41% 2,352,748     |
| 1984 | 63,58% 3,433,428      | 36.18% 1,949,276     |
| 1980 | 55,30% 2,510,705      | 41.51% 1,881,148     |

## Administrativ indelning

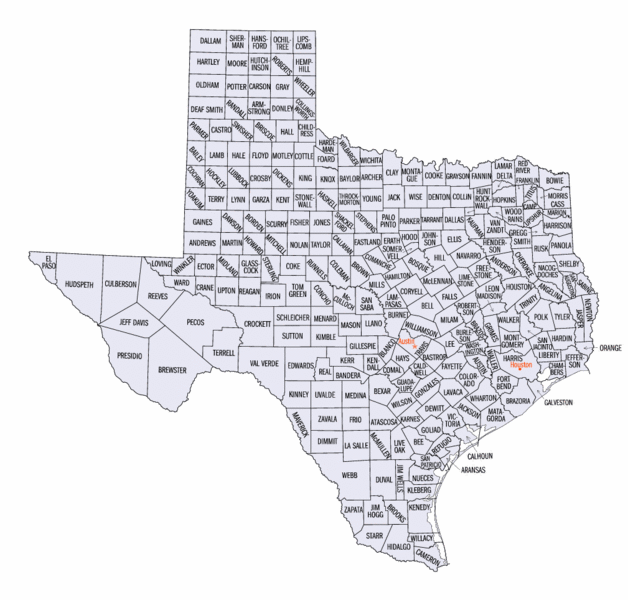
Texas counties

### Counties
Texas är indelat i 254 counties (grevskap). Grevskapens storlek har mycket stora variationer. USA:s minsta grevskap, Loving County med bara 82 invånare ligger i Texas, medan statens största grevskap Harris County har fyra miljoner invånare. Ett grevskap i Texas liknar ett län i Sverige, eftersom det enbart har ansvaret för statliga uppgifter, inte kommunala; det skiljer sig dock från ett svenskt län genom att "länsstyrelsen" och ledande ämbetsmän är valda i allmänna val och att dess kostnader täcks genom en grevskapsskatt. Ett grevskap styrs av en Commissioners' Court bestående av grevskapsdomaren som ordförande och fyra ledamöter från de fyra valkretsar som finns i alla grevskap. Alla väljs för fyraåriga valperioder. I större grevskap är ordföranden en särskild administrativ domare, i mindre grevskap dock samma domare som dömer i grevskapsdomstolen. County Clerk (som är kanslichef för både grevskapsstyrelsen och grevskapsdomstolen) deltar i styrelsens sammanträden och har yttranderätt, men inte rösträtt. Denne väljs också i allmänna val för en fyraårsperiod, precis som sheriffen och skatteuppbördsmannen.

### Precincts
Varje grevskap är indelat i ett eller flera precincts (grevskapsdistrikt); ett för varje fredsdomstol som finns i countyt. Finns det bara en fredsdomstol i grevskapet finns det också bara ett distrikt. Det finns sammanlagt 780 grevskapsdistrikt i Texas. I varje distrikt väljs en constable på fyra år genom allmänna val.  Denne har till uppdrag att verkställa de domar som avkunnas i fredsdomstolen och har i övrigt allmänna polisbefogenheter och kan anställa underordnad polispersonal för att genomföra sina uppgifter.

## Kommunal självstyrelse

### Allmänna kommuner
Kommunal självstyrelse utövas i tätorter i form av cities (stadskommuner), towns (köpingskommuner) och villages (municipalsamhällen). 1992 fanns det 1 171 allmänna kommuner i Texas. Områden som inte ingår i någon kommun kallas unincorporated areas. Kommunallagstiftningen i Texas indelar de allmänna kommunerna enligt följande:
- Typ A: städer och köpingar med över 600 invånare.
- Typ B: köpingar och municipalsamhällen med minst 201 och högst 9 999 invånare.
- Typ C: städer, köpingar och municipalsamhällen med minst 201 och högst 4 999 invånare.

Kommuner typ A och B kan välja mellan en organisation som antingen (1) bygger på en direktvald Mayor (borgmästare) och ett antal Aldermen rådmän valda i valkretsar vilka tillsammans bildar styrelse/fullmäktige, eller (2) på en organisation som bygger på att en professionell icke-politisk tjänsteman, en City Manager (stadsdirektör) som ansvarar för kommunens administration med ett valt City Council (fullmäktige) som policyskapande organ. Kommuner typ C måste styras av en Commission, vilket är fem eller sju funktionellt ansvariga Commissioners, som tillsammans bildar styrelse/fullmäktige.

### Specialkommuner
Det fanns 1992 1 100 School Districts, som är specialkommuner för det allmänna skolväsendet. I övrigt fanns det 2 266 specialkommuner med varierande uppgifter, till exempel för att driva flygplatser, sjukhus, vattenrening och lokaltrafik.

### Lokal alkoholpolitik

Kartan visar alkoholpolitik på countynivå i USA. Rött: Torrlagda counties; blått: våta counties; gult: någon form av begränsning.

I Texas är det grevskap, grevskapsdistrikt och kommuner vilka genom folkomröstningar bestämmer vilken alkoholpolitik som skall föras.
- 7 grevskap är helt torrlagda, dvs. servering av och detaljhandel med öl, vin och sprit är inte tillåtet.
- 53 grevskap är våta, dvs. de tillåter servering av och detaljhandel med alla sorters alkoldrycker.
- Övriga grevskap har någon form av begränsningar av detaljhandel och servering.[29]

## Militär
Delstaten Texas militär består av Texas nationalgarde och Texas State Guard. Guvernören är högste befälhavare och utövar sina befogenheter genom en av honom utnämnd generaladjutant. Texas Army National Guard har en styrka av 19 000 soldater (2014); Texas Air National Guard har 3 000 flygsoldater; Texas State Guard har 2 000 hemvärnssoldater. Sedan 2003 har ungefär 31 000 nationalgardister från Texas tjänstgjort i Irak och Afghanistan.
Flera stora anläggningar för USA:s armé och USA:s flygvapen finns i Texas, däribland Fort Bliss, Fort Hood och Joint Base San Antonio.

## Ekonomi

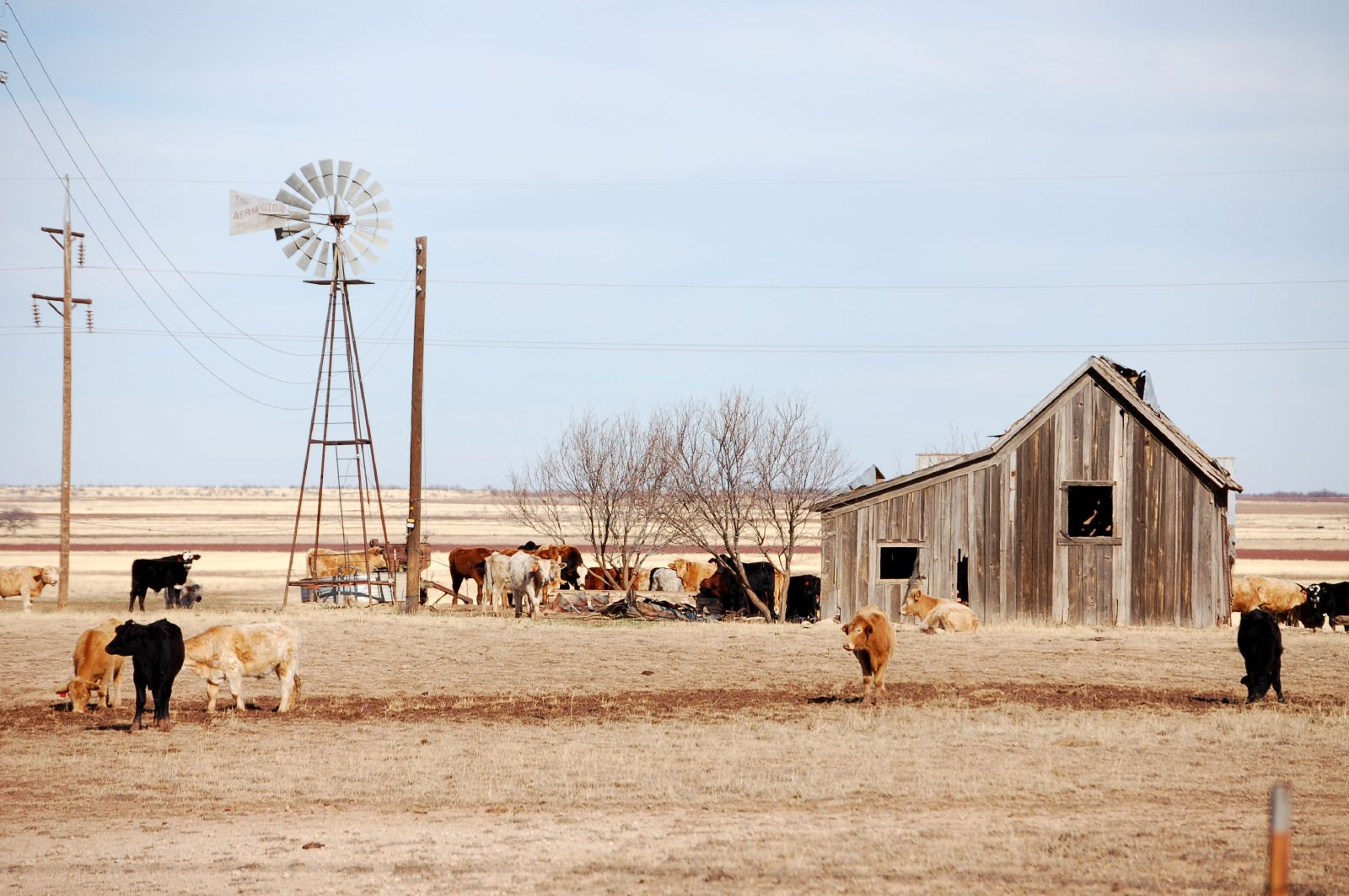
Texas traditionella näringar var baserade på åkerbruk och boskapsskötsel.

Texas var fram till andra världskriget främst en jordbruksstat med boskapsskötsel, petroleum och jordbruk som sina huvudnäringar. Däremot har boskapsskötsel aldrig varit Texas ensamma huvudnäring. Innan oljeboomen var bomull delstatens främsta näring, liksom för många andra sydstater.
Delstatens ekonomi, baserat på 2000 års siffror, är främst baserad på informationsteknik, olja och naturgas, energihandel, jordbruk och tillverkning. Staten har två ekonomiska centra, Houston och Dallas-Fort Worth. Houston är centrum för handel kring petrokemi och biomedicin, och Dallas kring jordbruk och informationsteknik. Städerna El Paso, Eagle Pass, och Laredo är extra viktiga på grund av att de ligger på gränsen till Mexiko.
Texas blev USA:s näst största delstat räknat i befolkning på 1990-talet, då den passerade New York, och har en bruttonationalprodukt på 764 miljarder amerikanska dollar, den tredje högsta i USA efter Kalifornien och New York. Om Texas vore en självständig stat, skulle den vara den sjunde starkaste ekonomin i världen, efter Italien, men före Kanada. Texas tillväxt sägs ofta bero på tillgängligheten till jobb, relativt billigt boende, avsaknaden av privat inkomstskatt, låga företagsskatter, låg inblandning från regeringen och ett fördelaktigt klimat. År 2012 befann sig 17,9% av befolkningen och ungefär var fjärde barn i delstaten under fattigdomsgränsen. I skuggan av tillväxten anses delstaten ha mycket stora inkomstklyftor, en snabbt ökande andel låglönejobb och jämfört med andra delar av USA är den allmänfinansierade social välfärden nästan obefintlig.

## Populärkultur

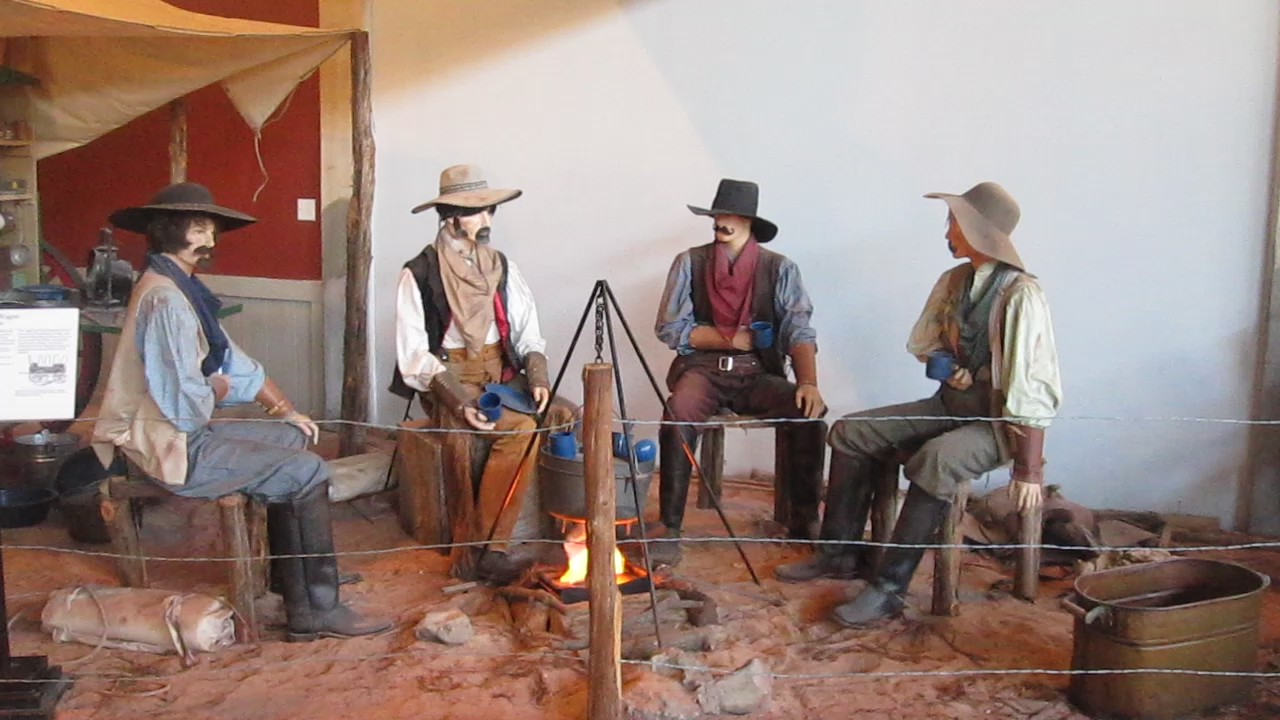
Cowboylivet spelar en stor roll i Texas självuppfattning.

- Chili con carne
- Rodeo
- Tejanomusik
- Texas longhorn
- Tex-mex-köket
- Western swing

## Kända personer från Texas
- Chris Kyle, Navy SEALs
- Jensen Ackles, skådespelare, modell
- Lance Armstrong, cyklist
- Steve Austin, fribrottare för WWE, skådespelare
- Stephen F. Austin, en amerikansk kolonisatör och grundare av Texas
- Roy Bean, fredsdomare
- Frank Beard, musiker
- Bonnie och Clyde, legendariska brottslingar
- Jim Bowie, stupad i slaget vid Alamo, född i Kentucky
- Rex Brown, musiker
- George Bush d.y., USA:s president 2001–2009 (född i Connecticut)
- Bessie Coleman, kvinnlig afroamerikansk flygpionjär
- Kenneth H. Cooper, läkare som utvecklade coopertestet och aerobics
- Dwight D. Eisenhower, USA:s president 1953-1961, född i Texas men uppvuxen i Kansas
- Farrah Fawcett, skådespelerska, fotomodell
- George Foreman, boxare
- Kinky Friedman, countrysångare, musiker, deckarförfattare, politiker (född i Illinois)
- Selena Gomez, sångerska, skådespelerska
- Larry Hagman, skådespelare
- Buddy Holly, rocksångare
- Sam Houston, Texas president efter vilken staden Houston är uppkallad
- Howard Hughes, industrimagnat, flygare, filmproducent
- Waylon Jennings, countrysångare, musiker
- Lyndon B. Johnson, USA:s president 1963–1969
- Alex Jones, journalist
- Tommy Lee Jones, skådespelare
- Janis Joplin, sångerska
- Sterling Knight, skådespelare
- Beyoncé Knowles, sångerska
- Kris Kristofferson, countrysångare, skådespelare
- Demi Lovato, sångerska, skådespelerska
- Lyle Lovett, countrysångare
- Audie Murphy, krigshjälte och filmskådespelare
- Mitchel Musso, sångare, skådespelare
- Willie Nelson, countrysångare, musiker
- Sandra Day O'Connor, USA:s första kvinnliga justitieråd
- Roy Orbison, sångare, musiker
- Jim Parsons, skådespelare
- Cynthia Ann Parker, mor till kwahadicomanchernas sista hövding Quanah Parker
- Selena Quintanilla, sångerska
- Ann Richards, demokratisk politiker, Texas guvernör 1991–1995
- Travis Scott, rappare
- Anna Nicole Smith, fotomodell, skådespelerska
- Sissy Spacek, skådespelerska
- William Travis, stupad i slaget vid Alamo, född i South Carolina
- Stevie Ray Vaughan, gitarrist, sångare & låtskrivare
- Billy Gibbons
- Dusty Hill
- Dimebag Darrell
- Vinnie Paul